# Province Sud (Nouvelle-Calédonie)
La province Sud est une des trois provinces qui constituent la Nouvelle-Calédonie. Elle correspond à la partie sud-est de la Grande Terre et à l'île des Pins. Son chef-lieu est Nouméa qui est aussi le chef-lieu de la Nouvelle-Calédonie. Sa présidente est Sonia Backès.
La province Sud est la province calédonienne la plus peuplée mais aussi la plus riche et la plus développée. Elle est dominée par l'agglomération du Grand Nouméa qui compte 182 341 habitants. On y trouve l'aéroport Nouméa-La Tontouta qui est le seul aéroport international de l'archipel. À l'inverse des deux autres provinces, la vie politique de la province Sud a toujours été largement dominée par les anti-indépendantistes aussi appelés « loyalistes ». Les disparités restent fortes au sein de la province, surtout entre le Grand Nouméa et la « Brousse ». Cette distinction prend également son sens sur le plan socio-culturel avec la communauté des Broussards. Au nord-ouest de la province se trouve Bourail, couramment surnommée la « Capitale de la Brousse ».
Malgré son urbanisation importante la province Sud conserve une forte biodiversité. Elle abrite le parc provincial de la Rivière Bleue, le parc provincial des Grandes Fougères, le parc provincial zoologique et forestier Michel-Corbasson et certaines zones du lagon sont classées au patrimoine mondial de l'humanité par l'Unesco.

## Histoire
La Nouvelle-Calédonie a été pour la première fois divisée en plusieurs subdivisions administratives internes par le statut Fabius-Pisani mis en place par la loi du 23 août 1985 : ce sont les régions Sud, Centre, Nord et Îles. Elles sont remplacées, sous le statut Pons II mis en place en janvier 1988, par 4 nouvelles Régions : Sud, Ouest, Est et Îles.
Mais les provinces actuelles, dont la Province Sud, ne sont créées qu'à la suite des accords de Matignon de 1988, par la loi no 88-1028 du 9 novembre 1988 portant dispositions statutaires et préparatoires à l'autodétermination de la Nouvelle-Calédonie en 1998 (article 6), et sont maintenues, après l'accord de Nouméa, par la loi no 99-209 organique relative à la Nouvelle-Calédonie (Titre IV).

## Géographie

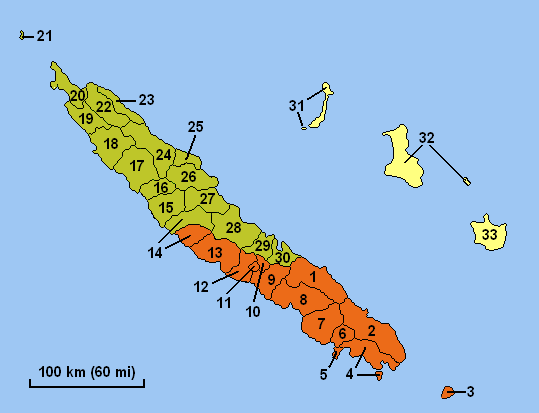
Carte des subdivisions administratives de la Nouvelle-Calédonie

La Province Sud correspond plus ou moins à la moitié sud-est de la Grande-Terre ainsi que l'île des Pins. Avec 7 303 km2, elle est plus étendue que la province des îles Loyauté mais est légèrement plus petite que la Province Nord. Son point culminant se situe au Mont Humboldt, à 1 618 m (le deuxième plus haut sommet de la Nouvelle-Calédonie, derrière le Mont Panié), dans la Chaîne Centrale.
Elle comprend 13 communes :
- 8 sur la côte ouest de la Grande-Terre, côte sous-le-vent, moins arrosée que la côte est et surtout disposant d'une vaste plaine côtière s'étalant entre l'océan et les contreforts de la Chaîne Centrale : grande plaine herbeuse et de savane, où l'on trouve essentiellement (en dehors de l'agglomération du Grand Nouméa) des villages ruraux pratiquant surtout l'élevage extensif de bovins, c'est là que se concentrent les descendants d'Européens, dits Caldoches, qui se distinguent entre urbains Nouméens et ruraux « Broussards », mais aussi la quasi-totalité des communautés polynésiennes (Wallisiens et Futuniens, Tahitiens) et asiatiques (Vietnamiens et Indonésiens), avec d'importants métissages, ainsi que les Métropolitains (dits « Zoreilles ») d'installation récente. Toutes ces communes sont des fiefs non-indépendantistes :
  - les quatre communes qui forment l'agglomération du Grand Nouméa, unies depuis 2005 en un syndicat intercommunal du Grand Nouméa (SIGN, compétent pour la fourrière et les réflexions sur l'intercommunalité mais aussi, depuis 2010, l'approvisionnement en eau potable, la collecte et la gestion des ordures ménagères ainsi que les transports scolaires), depuis 2010 dans un syndicat mixte des transports urbains (SMTU, avec la Province Sud) et dans un contrat d'agglomération signé avec l'État pour les périodes 2000-2004,2006-2010 et 2011-2015 :
    - Mont-Dore
    - Nouméa (chef-lieu du Territoire et de la Province, également commune la plus peuplée et la plus petite par sa superficie de Nouvelle-Calédonie)
    - Dumbéa
    - Païta

  - Boulouparis
  - La Foa
  - Moindou
  - Bourail
- 2 sur la côte est de la Grande-Terre, plus exposée aux vents dominantes (les alizés) et connaissant le plus de précipitations, il s'agit essentiellement d'une plaine étroite, les versants de la Chaîne Centrale tombant de manière plus ou moins abrupte dans l'océan, et verdoyante, à la végétation tropicale dense. Elle connaît des densités plus faibles, et une population essentiellement mélanésienne, tout en constituant les seules mairies traditionnellement indépendantistes de la Province (même si Thio a eu un maire non-indépendantiste entre 2008 et 2014) :  
  - Thio
  - Yaté (commune la plus étendue du Territoire, et la 15e commune française par sa superficie, elle est la seule de la Province à avoir actuellement un maire indépendantiste, si l'on ne compte pas Poya)
- 2 à l'intérieur de la Chaîne Centrale, les seules communes néo-calédoniennes à n'avoir aucun accès à l'océan. 
  - Sarraméa
  - Farino (la commune du Territoire la plus petite après Nouméa, et aussi celle qui connaît la plus forte proportion de descendants d'Européens au sein de sa population).
- 1 commune insulaire : l'île des Pins.

La commune de Poya a vu quant-à-elle son territoire divisé entre les Provinces Sud et Nord.

## Démographie
C'est la plus peuplée et la plus riche des provinces. Avec 203 144 habitants en 2019, elle rassemble alors près des 3/4 du total de la population néo-calédonienne, soit 74,85 %. Et cette domination n'a cessé d'augmenter au fil du temps avec une croissance soutenue depuis plus d'une vingtaine d'années. Sa population représentait ainsi en 1996 134 546 personnes et un peu plus des deux tiers du total du Territoire (68,35 %) puis 164 235 habitants en 2004 (71,16 %), 183 007 personnes en 2009 (74,52 %), environ 188 500 individus dans une estimation au 1er janvier 2011 (74,8 %) et 199 983 habitants en 2014 (74,41 %). Cela est dû à la fois à un accroissement naturel plutôt fort (il était de 1,27 % en 2007, soit le plus fort des trois provinces cette année-là, et de 1,19 % en 2010) et plutôt constant (il oscille autour des 1,3 % depuis 2003) mais aussi d'un solde migratoire particulièrement élevé (il était de 1 300 personnes en 2007, et a connu un taux record en 2004 avec 1 800 personnes, ce solde est resté supérieur à 1 000 individus supplémentaires entre 1998 et 2009 pour retomber à 875 en 2010). La province est ainsi non seulement bénéficiaire de l'essentiel du solde migratoire positif de la Nouvelle-Calédonie (venu de l'extérieur) mais aussi un pôle d'attraction pour les actifs (surtout au sein des jeunes générations) des deux autres provinces (surtout les îles Loyauté, la Province Nord pour sa part, portée par la mise en place progressive de l'usine métallurgique à Vavouto, ayant retrouvé un solde positif en 2010) qui elles ont un solde migratoire négatif ou plus faible,.
Mais la Province Sud est également celle qui connaît le plus de déséquilibres dans la répartition de sa population : en effet, environ la moitié de celle-ci (55,64 % en 2004, 53,32 % en 2009, 49,97 % en 2014 et 46,41 % en 2019) vit dans la seule commune de Nouméa, sur 0,7 % de son territoire. Et près des 9/10e (89,05 % en 2004, 89,46 % en 2009, 89,76 % en 2014 et en 2019) résident dans le Grand Nouméa (qui rassemble 182 341 personnes, soit les 2/3, ou 67,18 %, de l'ensemble des Néo-calédoniens), sur moins d'1/4 de la superficie de la Province. Si la densité de Nouméa est ainsi désormais supérieure aux 2 000 hab/km2, et celle du Grand Nouméa est supérieure aux 100 hab/km2, le reste de la Province a une très faible densité d'à peine 4 hab/km2 (3,35 en 2004, 3,59 en 2009, 3,62 en 2014 et 3,56 hab./km2 en 2019). Toutefois, si ces disparités persistent, elles se sont stabilisées et ne se sont donc pas creusées entre 2004 et 2019. Hors Grand Nouméa, la côte la plus peuplée et la plus dense reste, et de loin, la côte Ouest (sans y inclure les communes « montagnardes » de Farino et Sarraméa), avec 13 304 habitants et 63,95 % des résidents de la « Brousse », pour une densité de 4,41 hab./km2. Les deux communes de la côte Est en revanche, Thio et Yaté, ne réunissent que 4 191 personnes pour 20,15 % des habitants du Sud rural (contre 4 510 et 23,4 % encore en 2009, puis 4 390 et 21,44 % en 2014) sur une superficie quasi similaire (2 336 km2) et connaissent donc la densité la plus faible de l'archipel, proche du désert humain (1,79 hab./km2).
Les Néo-calédoniens d'origine européenne (Caldoches et Métropolitains) y forment la communauté la plus importante, à la différence des deux autres provinces (où ils sont très largement minoritaires), bien qu'en diminution dans les années 2010. Ils représentaient ainsi, avec 60 302 personnes au recensement de 2019, entre un quart et un tiers (29,68 %) de la population (35,9 % en 2009 et 33,34 % en 2014). Plus des trois cinquièmes d'entre eux (61,21 %) se concentraient dans le chef-lieu. Ils étaient suivis, de peu, par les 58 476 Kanaks (28,79 %, la proportion était de 26,7 % en 2009 puis de 26,1 % en 2014, les 3/5e d'entre eux, ou 61,1 %, se concentrent dans les quartiers urbains de Nouméa ou de Dumbéa, deux communes ne comportant pourtant aucune tribu), les 25 447 individus appartenant à plusieurs communautés (métis, 12,53 % et déjà 9,7 % en 2009 puis 9,74 % en 2014, ce groupe a donc connu une très forte augmentation entre 2014 et 2019), les 23 156 personnes se déclarant comme « autres » et tout particulièrement « Calédoniens » (un autre groupe en forte augmentation et nourri par des personnes dont les origines « ethniques » se retrouvent dans les autres communautés mais qui s'attachent à une définition moins culturelle et plus pluriethnique de leur identité, avec 11,4 % de la population du Sud en 2019 contre 7,1 % en 2009 et 10,22 % en 2014), les 21 982 Wallisiens et Futuniens (10,82 % contre 11,4 % en 2009 et 10,72 % en 2014, surtout concentrés, pour plus des deux tiers d'entre eux ou 70,52 %, dans les trois communes périurbaines du Grand Nouméa), les 5 019 Tahitiens (2,47 %, 2,6 % en 2009 et 2014), les 3 348 Indonésiens (1,65 %, 1,9 % en 2009 et 1,68 % en 2014), les 2 170 Vietnamiens (1,07 %, 1,3 % en 2009 puis 1,22 % en 2014), les 2 165 Ni-Vanuatu (1,07 %, 1,2 % 2009 et 2014) et les 1 079 « autres asiatiques » (0,53 %, contre encore 0,98 % en 2009 avant de retomber à 0,56 % en 2014). Les trois provinces sont francophones, mais la Province Sud est la seule où le français est parlé majoritairement en tant que langue maternelle (dans les deux autres provinces il est utilisé comme langue véhiculaire par les populations mélanésiennes, tout en restant la langue officielle de l'ensemble de l'archipel en tant que collectivité française).
La population de la Province Sud est également la moins jeune de Nouvelle-Calédonie, son âge moyen, de 35,3 ans en 2019, étant supérieur à ceux des deux autres provinces (33,4 dans les Îles Loyauté et 32,5 ans dans le Nord) mais aussi des autres archipels du Pacifique (31 ans en Polynésie française en 2012 et 24 ans à Wallis-et-Futuna en 2008), et se rapproche de l'âge médian de la France métropolitaine (41,8 ans). Sa pyramide des âges n'est plus vraiment triangulaire et ressemble à celle des pays ayant terminé leur transition démographique. Son espérance de vie à la naissance s'établit en 2010 à 78,2 ans et en 2012 à 77,9 ans, mais elle a été pratiquement rattrapée par celles des deux autres provinces (74,2 puis 73,5 ans aux Îles Loyauté et 75,9 puis 75,4 dans le Nord). Plus précisément, elle est de 75,2 ans pour les hommes et de 80,7 ans pour les femmes en 2012.
| 1956   | 1963   | 1969   | 1976   | 1983   | 1989    |
| ------ | ------ | ------ | ------ | ------ | ------- |
| 33 426 | 49 329 | 61 150 | 86 694 | 98 548 | 111 735 |

| 1996    | 2004    | 2009    | 2014    | 2019    | - |
| ------- | ------- | ------- | ------- | ------- | - |
| 134 546 | 164 235 | 183 007 | 199 983 | 203 144 | - |

| Hommes | Classe d’âge | Femmes |
| ------ | ------------ | ------ |
| 0,16   | 90 et plus   | 0,32   |
| 1,29   | 80-89        | 1,81   |
| 3,84   | 70-79        | 4,15   |
| 7,37   | 60-69        | 7,12   |
| 10,93  | 50-59        | 11,08  |
| 15,06  | 40-49        | 15,28  |
| 14,79  | 30-39        | 15,3   |
| 14,65  | 20-29        | 14,48  |
| 16,4   | 10-19        | 15,79  |
| 15,52  | 0-9          | 14,66  |

## Économie et niveau de vie
La domination de la Province Sud dans l'économie néo-calédonienne est imposante dans tous les domaines. En 2004, elle assurait plus de 81 % du PIB (pour 71 % de la population) de la Nouvelle-Calédonie (soit plus de 450 milliards de Francs CFP, ou 3,771 milliards d'euros, soit une production de richesse similaire à celle de départements métropolitains deux à trois fois plus peuplés que la province comme les Ardennes ou le Jura). De fait, elle est alors la seule Province à offrir un niveau de revenu par habitant élevé, très proche de celui de la France métropolitaine, avec un PIB par habitant d'environ 2,5 millions de F CFP (20 975 euros) en 2004 toujours, niveau proche de départements tels que l'Hérault. Et il connaît dans ce domaine une forte avance sur les deux autres provinces, le PIB par habitant y est ainsi une fois et demi plus élevé que celui du Nord et près de trois fois celui des Îles Loyauté, et cela malgré une réduction de ce déséquilibre par rapport à 1996 (ce rapport était alors respectivement de 2,3 et 3,6, ce rattrapage est notamment dû à une croissance plus rapide dans le Nord que dans le Sud entre 1996 et 2004, le PIB nominal augmentant globalement de 87 % pendant ces huit ans dans la première pour 44 % dans la seconde). Et là encore une relativement importante disparité existe entre le Grand Nouméa et le Sud rural, avec un ratio entre les deux d'environ 1,5 (soit le même niveau de décalage qu'entre l'ensemble du Sud et le Nord).
En 2006, 80 % de l'emploi s'y trouvait, contre 15 % dans le Nord et 5 % dans les Îles Loyauté, et cette part s'est accrue cette année-là avec le développement plus rapide que celui de l'usine du nord du chantier de Goro Nickel à l'extrémité sud de la Grande Terre, plus de 90 % des nouvelles offres d’emploi se situant alors dans la province Sud. D'où le maintien de l'attractivité du Sud, et plus particulièrement du Grand Nouméa, pour les jeunes actifs des deux autres provinces. Et au 30 septembre 2008, elle concentre toujours près des 3/4 (36 257, 74,08 %) des établissements inscrits au Répertoire d'identification des entreprises (RIDET), et parmi celles-ci 87,2 % sont implantées dans le Grand Nouméa (64,2 % ne serait-ce qu'à Nouméa),,.

### Secteur primaire

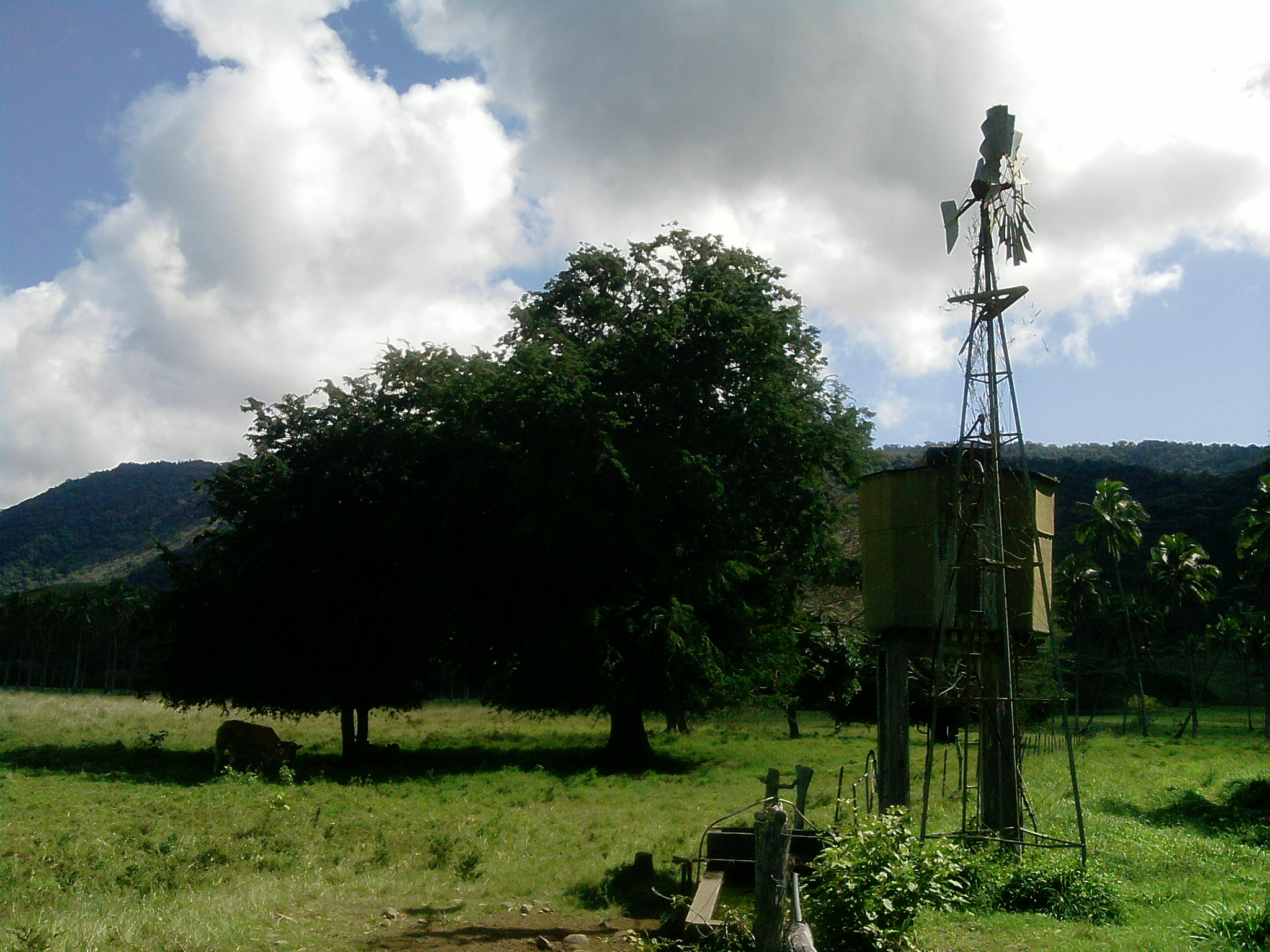
La station d'élevage de Gabé, à Bourail

Si le nombre d'entreprises agricoles, de chasse, sylviculture, pêche ou aquaculture sont moins nombreuses que dans les deux autres provinces combinées, avec 2 992 établissements contre 3 019 dans le Nord et 945 aux Îles Loyauté, la Province Sud assure l'essentiel de la production agricole, impliquant une plus grande concentration de l'activité (comme semble l'indiquer le nombre réduit d'actifs familiaux par rapport aux deux autres provinces, qui ne représentent plus en 2003 que 1 568 unités de travail annuel dans le Sud contre 2 173 dans le Nord et 1 556 dans les Îles, et cela alors même que 82,8 % des salariés permanents non familiaux du Territoire sont concentrés dans la province, ainsi que 51,9 % de l'entraide et salariés occasionnels). Ainsi, 50,45 % de la surface agricole utilisée (SAU) se trouve dans le Sud (et plus particulièrement 60,3 % de la surface agricole entretenue). Et, en 2002, cette SAU provinciale n'était divisée que par 30,8 % (1 721) des exploitations néo-calédoniennes (soit une taille moyenne de 72,67 ha, comparativement aux 54,55 dans le Nord et aux 71 ares des Îles Loyauté). Et 87,4 % d'entre elles sont des terres de droit privées, 5,9 % des terres coutumières et 6,7 % des propriétés domaniales.
La principale activité reste l'élevage, 74,8 % des exploitations du sud le pratiquant (parmi lesquels 43,2 % l'associent à une polyculture, 33,6 % pratiquant uniquement cela et 23,2 % l'associent avec une monoculture). 53,89 % du cheptel bovin (soit 59 988 têtes, pour une moyenne de 93,1 bovins par station d'élevage) se trouve dans le Sud, avec pour vocation essentiellement la production de viande (1 998 tonnes produites en 2008, soit loin des records atteints entre 1995 et 2005 où elle avoisinait les 2 500 tonnes, elle représentait toutefois 63,5 %, soit près des 2/3, de la production du Territoire), à quoi s'ajoutent les seules 393 vaches laitières de Nouvelle-Calédonie en 2002 qui assurent la très faible production de lait (804 milliers de litres en 2005, contre 65 millions de litres importés la même année, le principal producteur dans ce domaine reste notamment la station Tennessee Farm à Bourail capable de fournir chaque semaine 1 500 litres de lait entier, 40 000 pots de yaourts, 4 000 flans et 7 000 litres de crème glacée). L'essentiel des autres types d'élevage sont concentrés dans la province : 53,37 % de têtes d'ovins (surtout à Païta) sur seulement 18,3 % des exploitations de ce type (et une moyenne forte de 28,5 têtes par station) et 79,9 % de la production de la viande porcine en 2008 (1 895 tonnes cette année-là, le secteur est, contrairement à la viande bovine, en plein essor depuis 1995), 85,4 % de la volaille sur 26,5 % des basses-cours du pays (en tout 326 916 têtes en 2002, et une moyenne de 663,11 volailles par exploitation) et 11 672 cervidés (81,66 % du total du Territoire) élevés dans 10 stations (25,64 % du total, essentiellement concentrées à Boulouparis) en 2002. Le modèle agricole de la Province Sud reste donc essentiellement de l'élevage extensif sur les grandes stations de la côte ouest (Bourail, La Foa, Boulouparis et Païta étant les principaux centres). L'agriculture végétale pour sa part inclut aussi l'essentiel de la production de légumes du Territoire (notamment à La Foa avec 60 % des pommes de terre fournies et 10 % de la production maraîchère) ou les fruits (aussi à La Foa avec 25 % de la production, ou à Païta avec les « Fraisiers de Païta ») voire des bribes de céréaliculture (maïs, essentiellement).

### Secteur secondaire

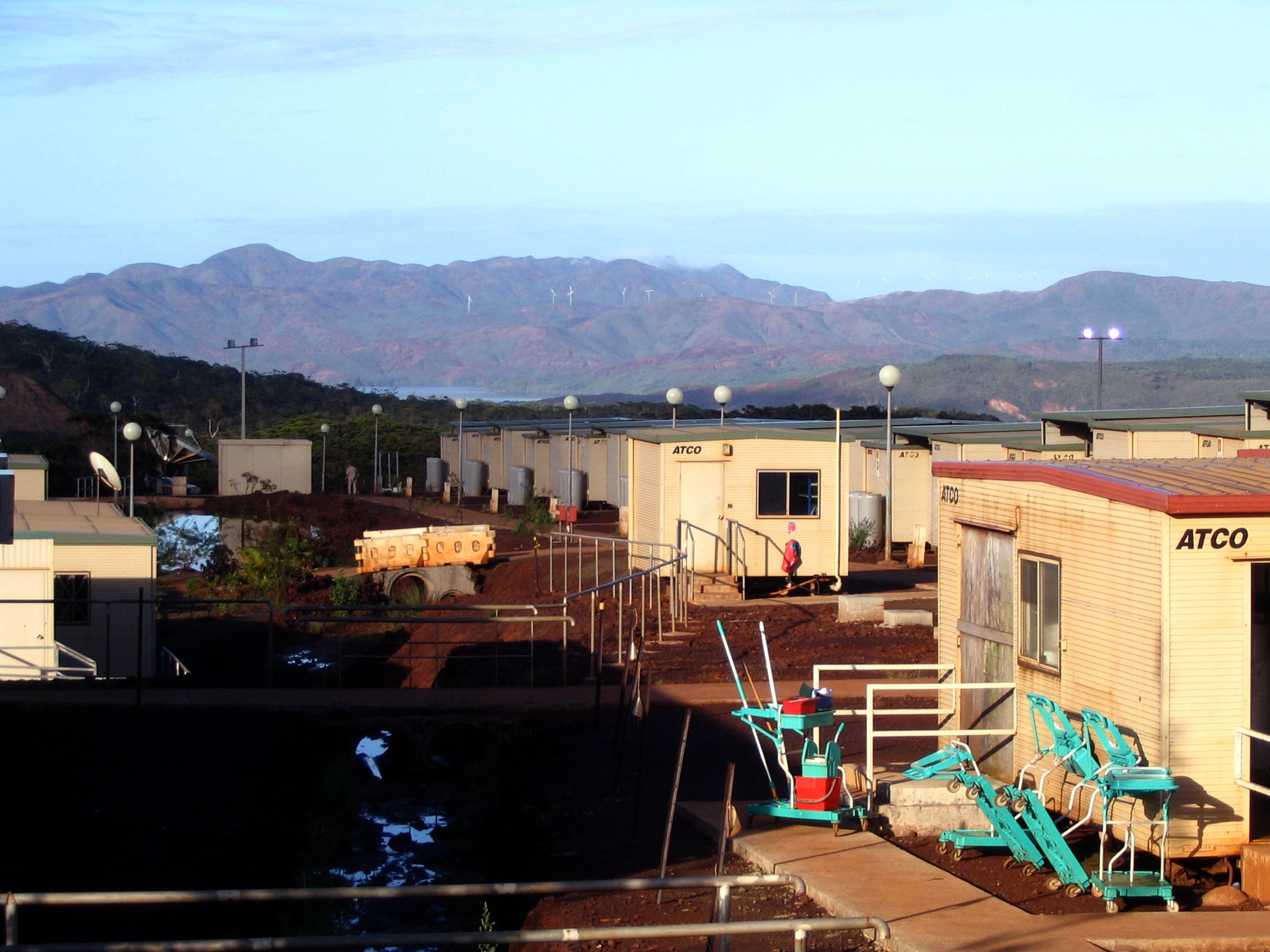
Camp minier de Goro

La Province Sud domine encore largement l'industrie manufacturière (essentiellement dans le domaine de la transformation du nickel, avec l'usine Eramet SLN de Doniambo à Nouméa et celle Vale Inco de Goro, en phase de test depuis le début de l'année 2009, à quoi s'ajoutent la production de biens de consommation, d'équipement, intermédiaire ou d'art de décoration qui représentaient 1 462 entreprises pour 2 079 employés en 2005 essentiellement concentrés dans la Zone industrielle et commerciale de Ducos à Nouméa et 19,127 milliards de Francs pacifique de valeur ajoutée en 2004, ou la production agroalimentaire avec 207 sociétés et 1 485 employés en 2005 et une valeur ajoutée de 10,403 milliards de Francs CFP en 2004) avec, toujours au 30 septembre 2008, 2 100 des 2 428 sociétés calédoniennes du secteur (86,5 %). Elle assure ainsi, jusqu'à la mise en service de l'usine du Nord à partir de 2013, la totalité de la production métallurgique de nickel (mattes et ferro-nickels, 59 796 tonnes produites en 2007 pour 57 431 exportées, ce qui rapporte 133,112 milliards de F CFP). L'usine de Doniambo, qui employait encore en 1970 aux alentours de 3 500 ouvriers, a fortement réduit le nombre de ses salariés entre 1970 et 2000 pour le stabiliser depuis le début du XXIe siècle autour de 1 400-1 500 employés.

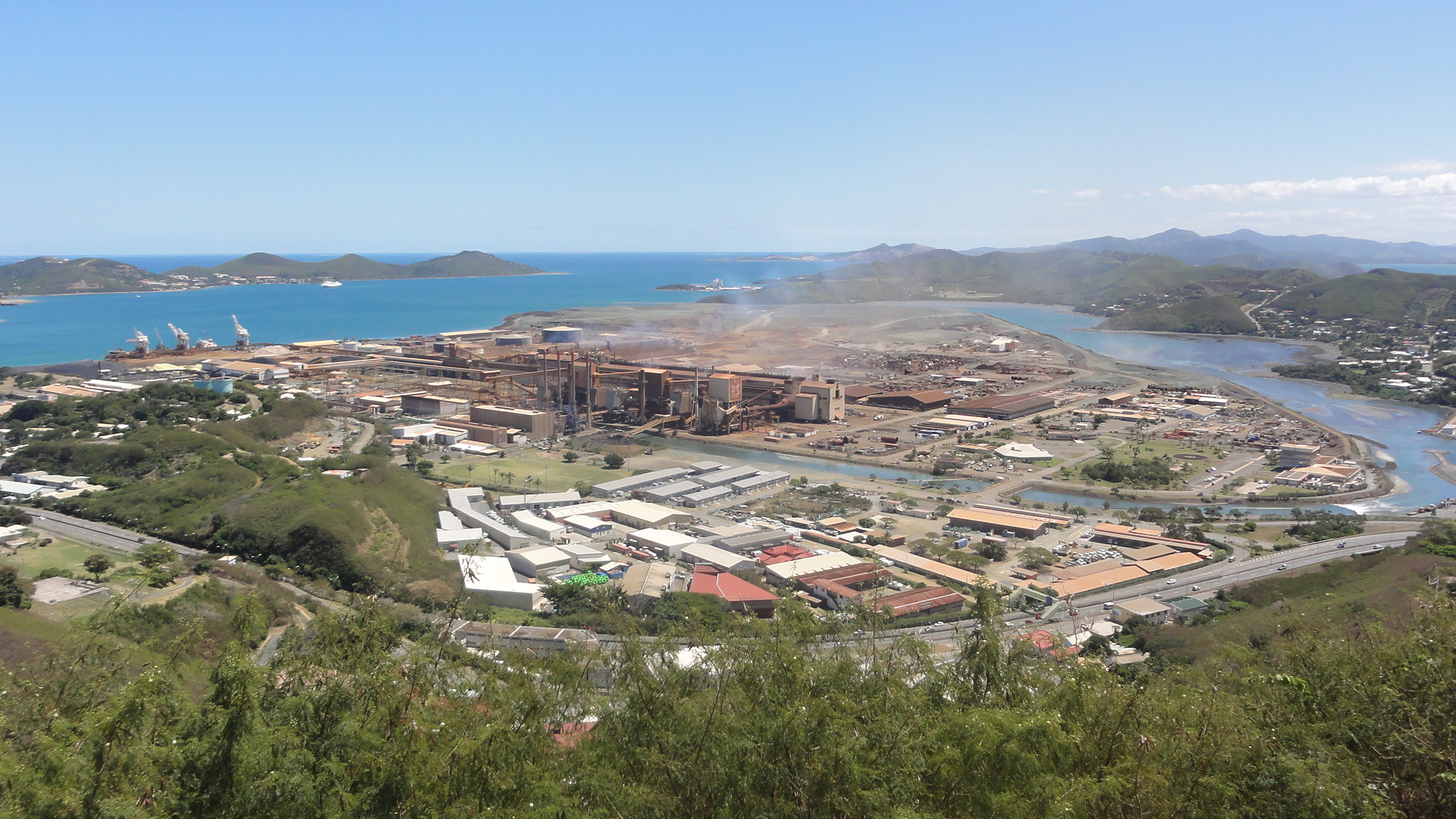
L'usine de Doniambo à Nouméa

Pour ce qui est de la construction, il s'agit du troisième secteur en nombre d'entreprises de la Province, avec 5 388 établissements enregistrés au RIDET au 30 septembre 2008 qui représentent 80,45 % de l'ensemble des sociétés de ce type sur le Territoire. Il est porté par l'explosion urbaine continue du Grand Nouméa, par l'augmentation des politiques publiques de construction de logement social qui y sont associés depuis le début des années 2000 et par des grands chantiers d'infrastructure (les équipements du Jeux du Pacifique de 2011, surtout concentrés dans le Grand Nouméa, la création du campus pour regrouper à partir de 2011 l'ensemble des activités de l'Université de la Nouvelle-Calédonie à Nouville, l'agrandissement de l'aéroport international de Nouméa - La Tontouta en phase de finition au début de l'année 2013 ou encore le chantier du médipôle de Koutio ouvert en 2010 pour une ouverture en 2016).

### Secteur tertiaire

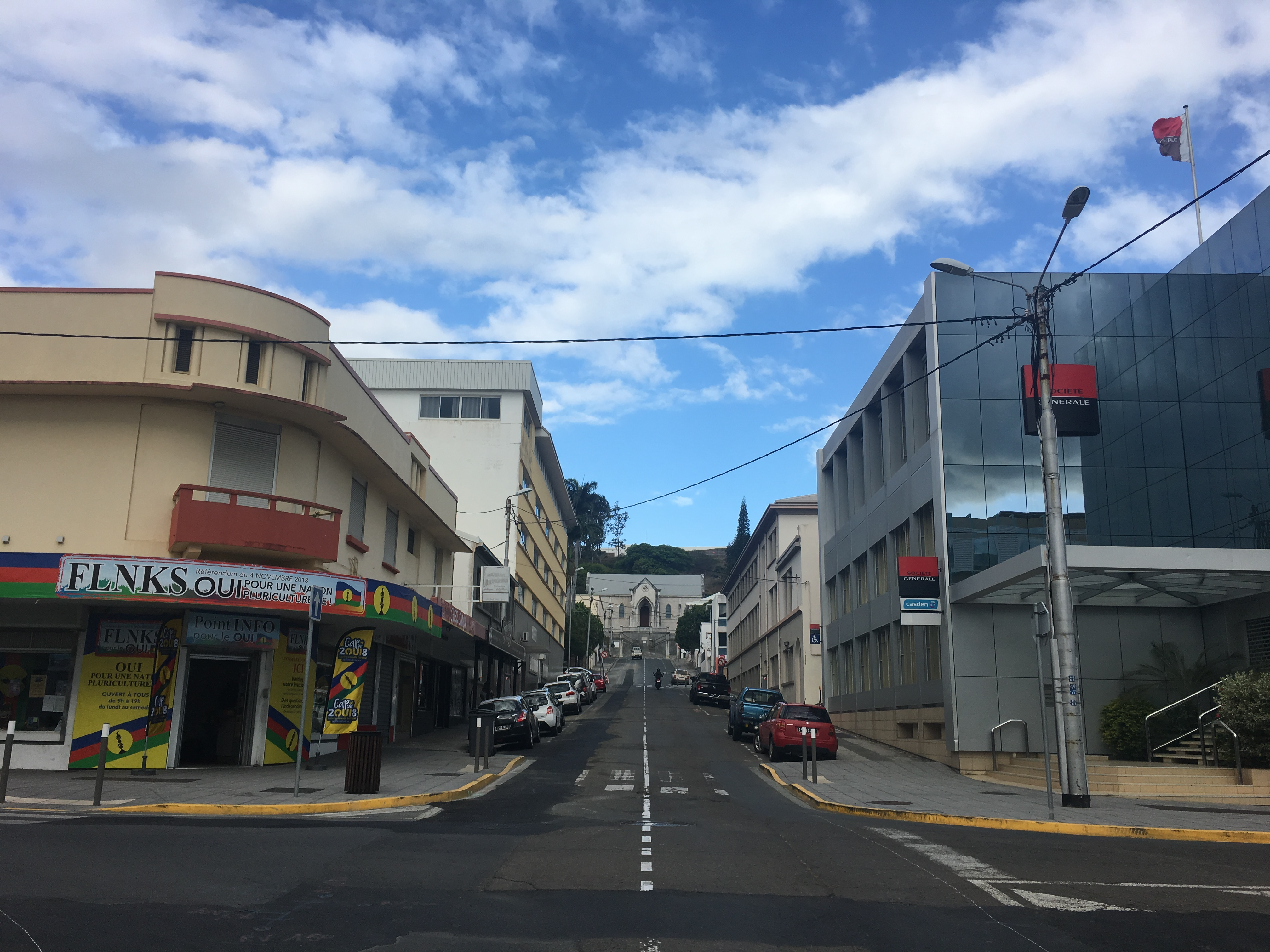
La rue de l'Alma, dans le centre-ville de Nouméa, est l'un des principaux centres commerçants de Nouvelle-Calédonie (sièges de banque, grands magasins et galeries marchandes...).

Mais plus des 2/3 des entreprises enregistrées en Province Sud en 2008 (25 226 sociétés, soit 69,58 %, et parmi elles 72,6 % se trouvent à Nouméa, 8,2 % au Mont-Dore, 6 % à Dumbéa et 4,4 % à Païta, soit une concentration de 91,2 % de ces établissements dans le Grand Nouméa) concernent le secteur tertiaire (78,3 % des entreprises tertiaires néo-calédoniennes sont de plus implantées dans le Sud, collectivité connaissant la plus forte concentration de population), dont tout particulièrement l'immobilier, la location et les services aux entreprises (9 700 établissements ou 26,75 % de l'entrepreneuriat provincial et 92,15 % de l'ensemble des sociétés de ce type sur le Territoire) ou les services collectifs, sociaux et personnels (6 780 entreprises, 18,7 % des sociétés implantées dans la province, mais ne représentant finalement que 65,9 % des établissements néo-calédoniens de ce secteur). On trouve notamment dans le Grand Nouméa les trois seuls hypermarchés de l'archipel en avril 2018 (le Carrefour de la galerie Kenu'in à Koutio, à la limite entre Nouméa et Dumbéa, et deux Géant Casino, dans le quartier de Sainte-Marie et dans le Dumbea Mall inauguré en 2018 à Dumbéa-sur-Mer), et plus généralement la Province regroupe 368 des 700 commerces de détail non spécialisés (52,57 %). Et elle concentre l'essentiel des commerces de détail spécialisés, tout particulièrement 255 magasins d'habillement sur 277 (92,05 %). Et en 2008, 73,6 % des guichets bancaires (53 sur 72) s'y trouvent (alors que dans le même temps, le nombre de guichet stagne dans les îles Loyauté à 4, soit 1 par île, depuis 1995, et au Nord ils ont chuté de 29 guichets en 2000 à 15 depuis 2005).

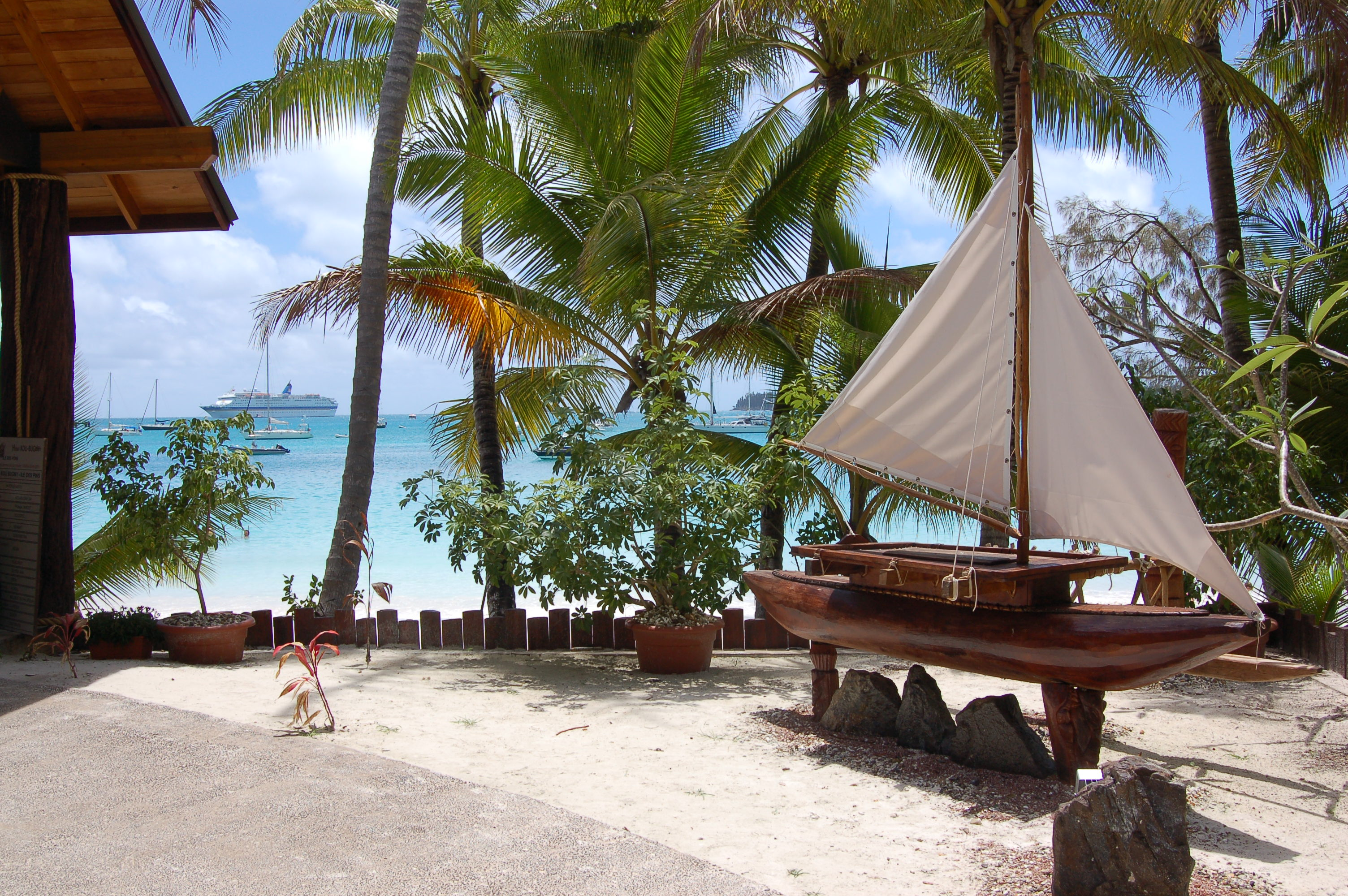
L'hôtel Kou Bugny donnant sur la baie de Kuto à l'île des Pins, avec en arrière-plan un bateau de croisière.

Sur le plan du tourisme, et malgré l'installation d'infrastructures dans les deux autres provinces ou la création d'escales de croisière afin de favoriser un rééquilibrage, la Province Sud continue à concentrer l'essentiel des équipements (74,4 % des chambres d'hôtels disponibles en Nouvelle-Calédonie fin 2006 s'y trouvent), notamment en matière de tourisme haut de gamme (les trois seuls hôtels cinq étoiles ainsi que les trois golfs de l'archipel). Et au sein même de la Province, les disparités sont fortes entre Nouméa (et le Grand Nouméa) et la « Brousse ». On trouve ainsi dans le chef-lieu deux des trois 5 étoiles (le Méridien de la Pointe Magnin et le Coral Palms Island Resort de l'îlot Maître), quatre des cinq 4 étoiles (le Nouvata et le Parc au sein du complexe Nouvata Park Resort, le Ramada Plaza et la Promenade, tous sur l'Anse Vata), un des trois terrains de golf (celui de Tina, deux en comptant celui de Dumbéa situé en zone périurbaine) et les deux seuls casinos de Nouvelle-Calédonie. La ville concentre ainsi, avec une offre de 25 établissements et 1 554 chambres en 2004, 65,2 % de la capacité hôtelière de la Nouvelle-Calédonie et 82,1 % de celle de la province. Si le taux d'occupation est relativement élevé à Nouméa, atteignant 61,9 % en 2006, il n'est plus que de 49,3 % dans le reste du Sud. En dehors de Nouméa, seul l'île des Pins connaît une activité touristique ancienne et régulière, avec, par exemple, une des étapes des lignes de croisière, l'hôtel cinq étoiles du Méridien d'Ouro, sa richesse patrimoniale (les vestiges du bagne), culturelle (plusieurs gites en tribus kanak) ou naturelle (des plages de sable fin et blanc comme dans les baies de Kuto ou Kanumera, la piscine naturelle d'Ouro...). Là encore des projets tendent à pallier la forte centralisation touristique, dont notamment le développement du site de Gouaro Déva à Bourail (comprenant une petite base nautique sur une partie de la plage, un centre équestre, un sentier du littoral, un golf de 18 trous, un village culturel dans la « Vallée taboue », un « arboretum » ou jardin botanique spécialisé et un complexe hôtelier cinq étoiles sous enseigne « Sheraton Nouvelle-Calédonie Bourail Resort & spa »),.

### Niveau de vie, équipement et indice de développement humain
En matière d'équipement des ménages, la Province connaît également de fortes avances sur les deux autres collectivités, bien que celles-ci aient tendance à se réduire. Ainsi, 97,18 % des résidences principales du Sud disposaient en 2014 de l'eau courante dans le logement (90,95 % dans le Nord et 79,65 % dans les Îles Loyauté) à quoi s'ajoutent 1,28 % ayant accès à un point d'eau individuel du type puits ou citerne (5,11 % dans le Nord et 19,19 % dans les Îles Loyauté), 96,71 % d'un accès au réseau général d'électricité (89,71 % dans le Nord et 94,38 % dans les Îles Loyauté), 82,13 % des ménages d'au moins une automobile (82,93 % dans le Grand Nouméa, 65,32 % dans le Nord et 49,64 % aux Îles Loyauté), 97,03 % d'un réfrigérateur ou congélateur (97,62 % dans le Grand Nouméa, 86,73 % dans le Nord et 85,02 % aux Îles Loyauté), 91,15 % d'un lave-linge (92,15 % dans le Grand Nouméa, 71 % dans le Nord et 67,44 % aux Îles Loyauté), 75,87 % d'un ordinateur (78,14 % dans le Grand Nouméa, 52,72 % dans le Nord et 37,5 % aux Îles Loyauté), 65,25 % d'un accès à internet (68,19 % dans le Grand Nouméa, 33,57 % dans le Nord et 17,42 % aux Îles Loyauté) et 95,49 % d'au moins un téléphone mobile (95,96 % dans le Grand Nouméa, 90,92 % dans le Nord et 91,21 % aux Îles Loyauté),. En 2004, 92,3 % disposaient d'au moins une douche et/ou baignoire intérieure (95,3 % dans le Grand Nouméa, 50,9 % dans le Nord et 20,1 % dans les Îles Loyauté), 99,3 % de WC (99,5 % dans le Grand Nouméa, 86,4 % dans le Nord et 65,4 % dans les Îles Loyauté), 73,7 % d'un appareil vidéo (76,3 % dans le Grand Nouméa, 42,4 % dans le Nord et 29,5 % aux Îles Loyauté).
L'IDH calculé pour la Province Sud est de 0,904 en 2004 contre 0,871 en 1996, ce qui la met à un niveau de développement comparable à celui du Portugal ou du Qatar à la même époque, et devant les deux autres provinces (0,853 dans le Nord et 0,815 aux Îles Loyauté). Mais l'écart de richesse y est particulièrement important, avec un coefficient de Gini de 0,50 aussi bien en 2000 qu'en 2006, soit le même que pour l'ensemble de la Nouvelle-Calédonie mais qui en fait la province la plus inégalitaire (0,42 dans les Îles et 0,44 dans le Nord en 2006), bien plus que pour l'ensemble de la France (0,33 en 2006).

## Biodiversité et protection de l'environnement
La Province Sud est plus marquée que les deux autres provinces par un milieu particulier, celui du maquis sur péridotites ou serpentines, dit « maquis minier » : il recouvre l'essentiel du « Grand Sud », de la côte Est de la Province et le centre de l'île des Pins. La forêt dense humide reste très présente en altitude, sur les sommets de la Chaîne Centrale, notamment dans le parc des Grandes Fougères (Moindou, Farino et Sarraméa au nord), le massif des Koghi (Dumbéa), au nord du parc de la Rivière Bleue (Yaté au sud) et dans la partie orientale de l'île des Pins. Quelques zones de forêt sclérophylle persistent dans les basses altitudes littorales notamment à Nouméa (le parc zoologique et forestier Michel-Corbasson, le Ouen Toro), Païta, La Foa et Bourail. Le littoral est également bordé de mangrove pratiquement en continu de Tontouta à Moindou, avec une persistance près de l'embouchure de la Dumbéa et à Nouméa où l'urbanisation a néanmoins entraîné une nette diminution de ce milieu depuis le XIXe siècle. Mais l'essentiel du territoire provincial, surtout sur les plaines et contreforts de la Chaîne sur la côte ouest, sont recouverts de savanes à niaouli.
La Province Sud est celle qui dispose de plus d'espaces protégés, dont principalement :
- le parc provincial de la Rivière Bleue à Yaté,
- le parc provincial des Grandes Fougères à Moindou, Farino et Sarraméa,
- le parc provincial zoologique et forestier Michel-Corbasson à Nouméa,
- la réserve provinciale des chutes de la Madeleine à Yaté,
- quatorze réserves marines spéciales et d'avifaune,
- certaines zones du lagon classées au patrimoine mondial de l'humanité : 
  - la zone du Grand Lagon Sud (comprenant les îles Ouen et des Pins, la baie de Prony et la réserve intégrale Merlet),
  - la zone côtière Ouest (littoraux des communes de La Foa, Moindou, Bourail et Poya Sud).

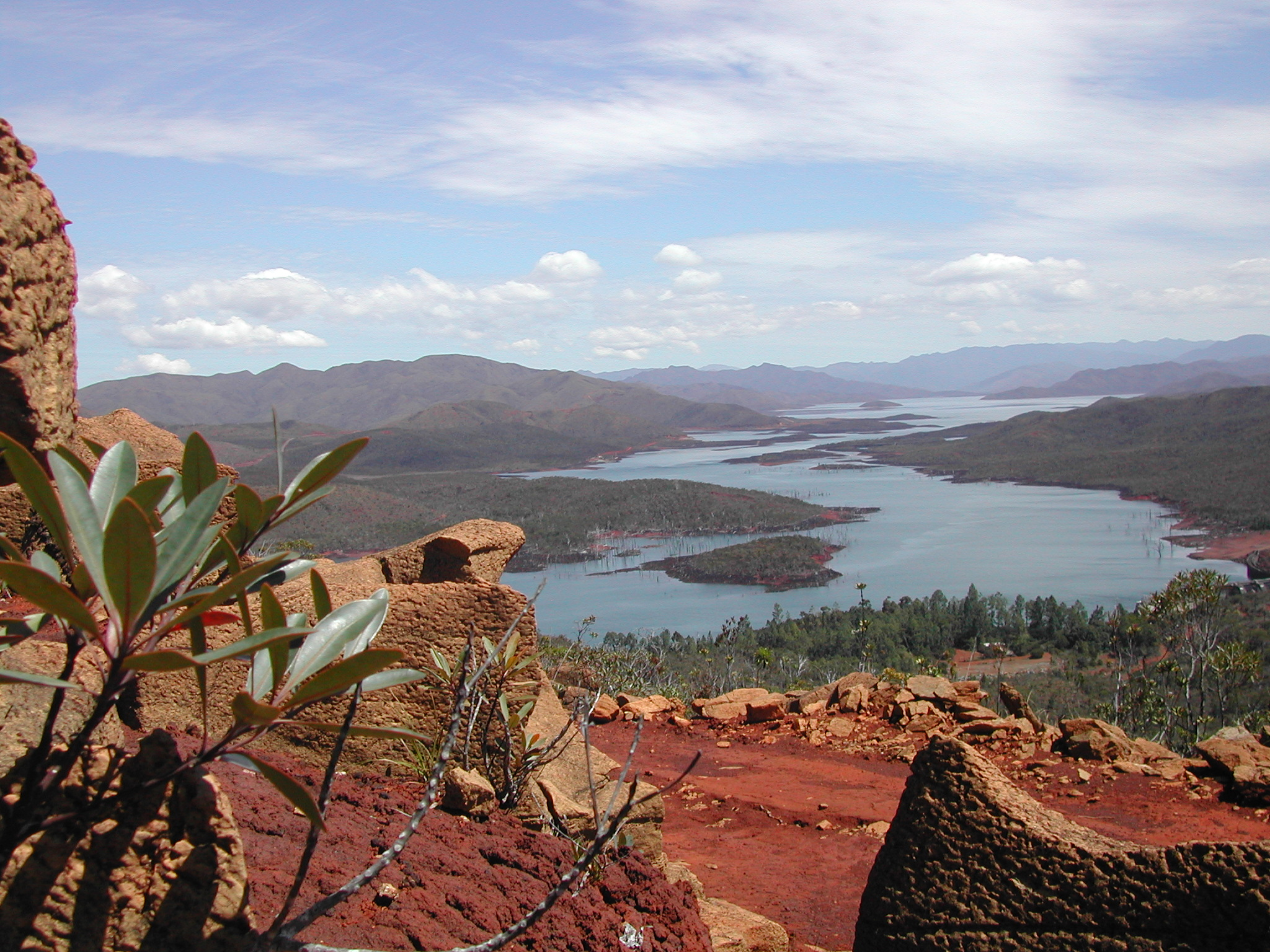
Maquis minier près du lac de Yaté
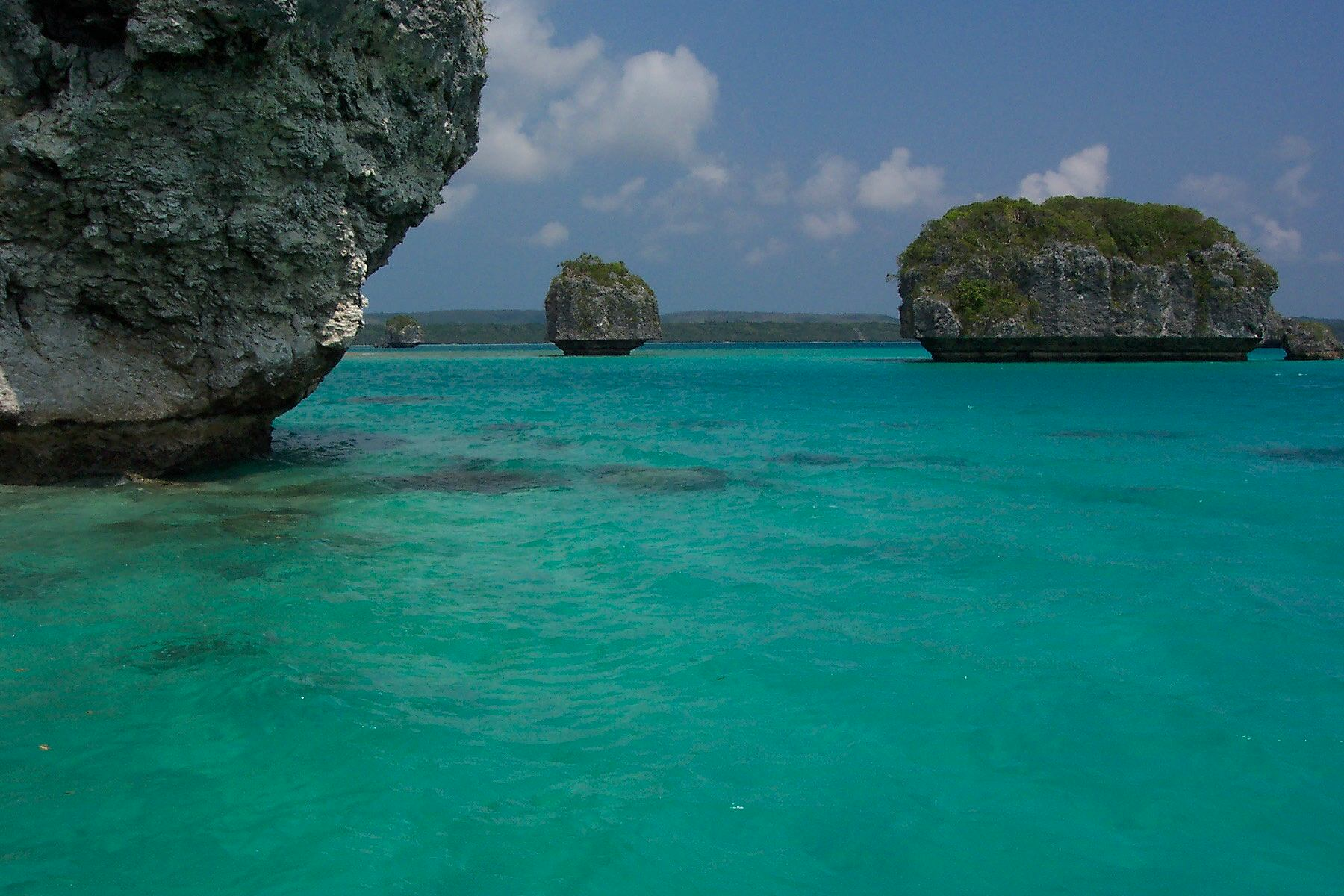
Lagon à l'île des Pins
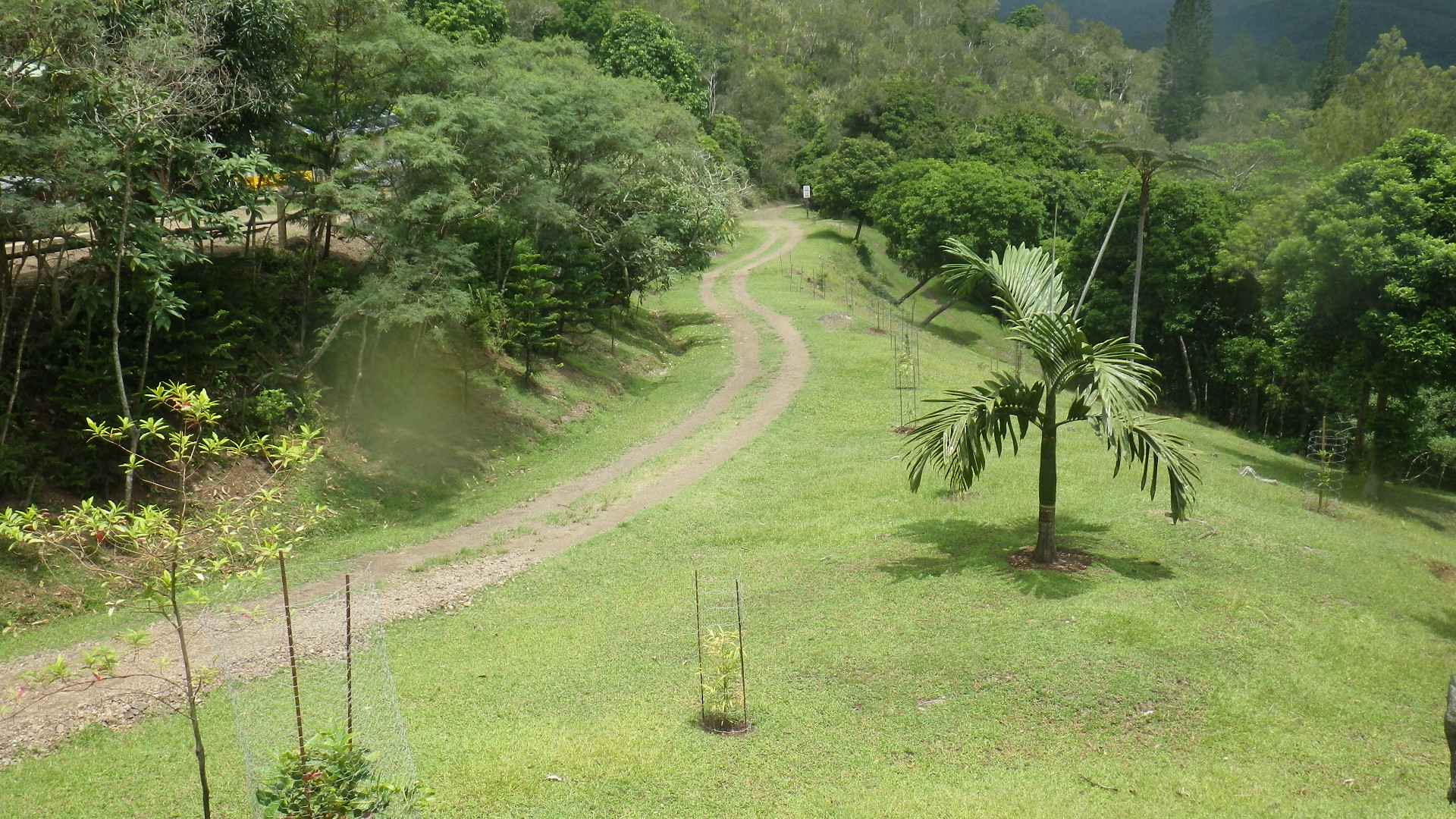
Forêt humide au parc des Grandes Fougères
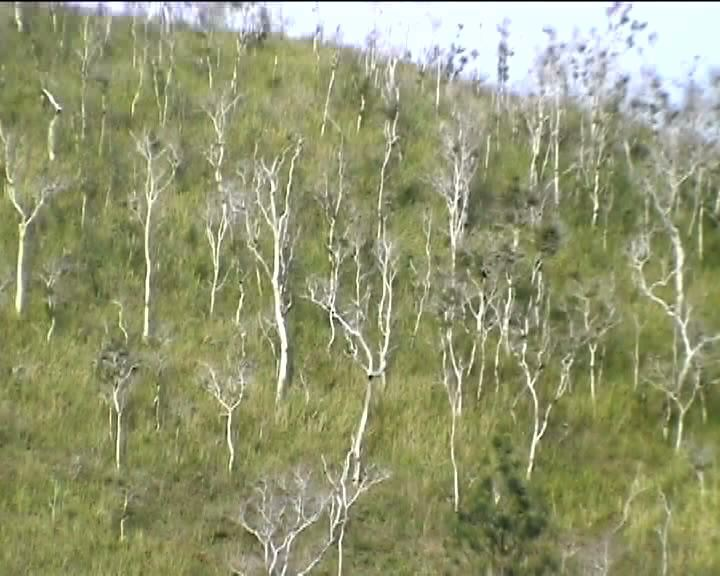
Savane à niaouli
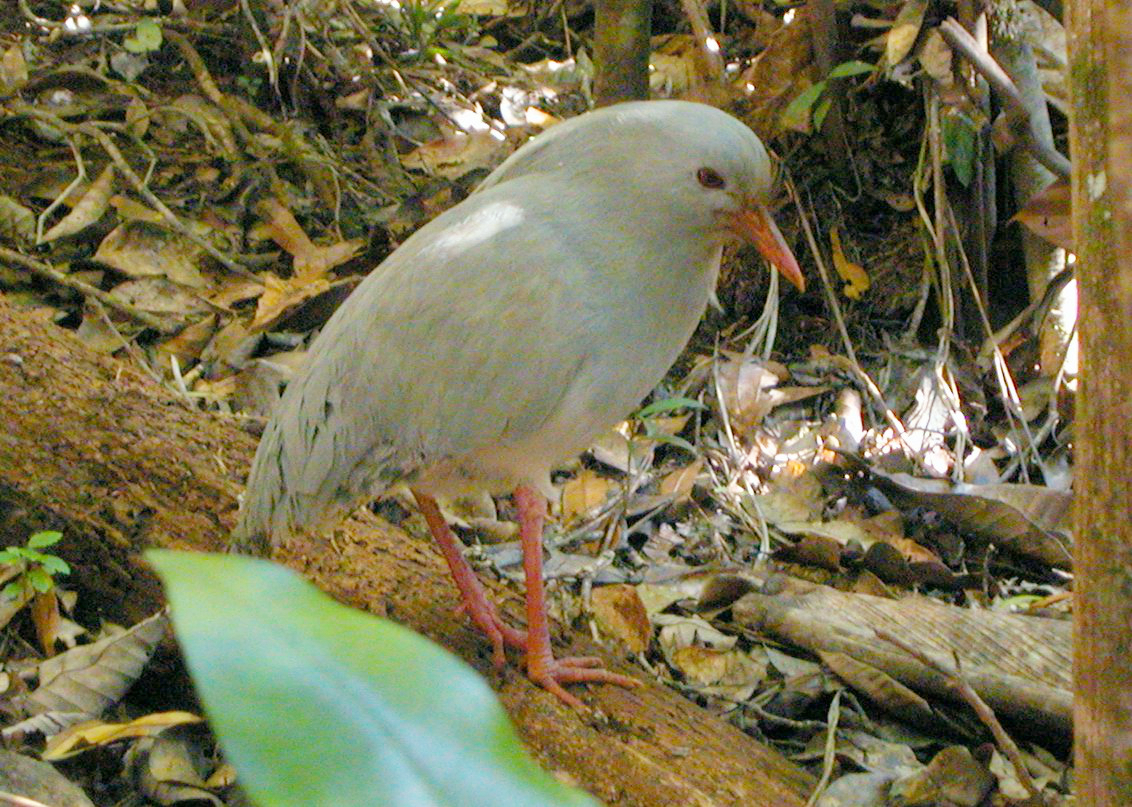
Cagou

## Infrastructures
Le Sud est la province néo-calédonienne la mieux équipée en termes d'infrastructures publiques, avec néanmoins un fort déséquilibre entre les Côtes Ouest (où se trouve le Grand Nouméa et où la colonisation a été la plus forte) et Est (avec l'absence par exemple de routes entre Thio et Yaté, zone presque déserte appelée la « côte oubliée ») de la Grande Terre.

### Transports

#### Aéroports
Il s'y trouve le seul aéroport international de l'archipel, celui de Nouméa - La Tontouta sur le territoire de la commune de Païta, la plateforme de correspondance de la compagnie aérienne domestique Air Calédonie à l'aéroport de Magenta à Nouméa. En dehors de cela, il n'y a qu'un seul autre aéroport domestique dans la Province, à Moué sur l'île des Pins.

#### Ports
Le port de Nouméa, propriété du port autonome de Nouvelle-Calédonie, est le plus ancien et le plus important de l'archipel, tant pour le transport de marchandises que de passagers. Thio sur la côte Est dispose, en raison de son importante activité minière depuis le XIXe siècle, de l'un des principaux terminaux pour minéraliers. Le développement de l'usine du Sud a entraîné la construction d'un port industriel dans la baie de Prony. Le transport maritime de fret ou de passagers interne à la Province concerne essentiellement la desserte de l'île des Pins (wharf de la baie de Kuto), avec le roulier Havannah (capacité de 1 000 tonnes de charge) et le Betico 2 (armé par la compagnie publique SudÎles, détenue à moitié par PromoSud et la SODIL de la Province des îles Loyauté), un navire à grande vitesse (31 nœuds en haute mer, 350 passagers et 15 tonnes de fret, ou 10 voitures) qui effectue trois rotations hebdomadaires vers les Îles Loyauté (en 3 h 30 pour Maré, 4 h 30 pour Lifou et 5 h 30 pour Ouvéa) en passant par l'île des Pins (ralliée en 2 h 30). Jusqu'en 2011, le catamaran Aremiti 4 effectuait trois rotations hebdomadaires vers l'Île des Pins et deux rotations hebdomadaires vers le site de Prony. Ce dernier est essentiellement rallié depuis Nouméa à partir de mars 2010 par le catamaran Nyie Djeu de l'entreprise Vale Inco Nouvelle-Calédonie pour le transport de son personnel vers l'usine du Sud.

#### Routes
Le réseau de la Province Sud est le plus anciennement établi et a longtemps été le plus étendu et le plus dense, mais le retard des deux autres provinces a progressivement été rattrapé. En 2006, il totalisait 2 270 km (32,4 km pour 100 km2) de routes, contre 2 580 km (soit 26,92 km pour 100 km2) en Province Nord et 772 km (39 km pour 100 km2) dans les Îles Loyauté,.

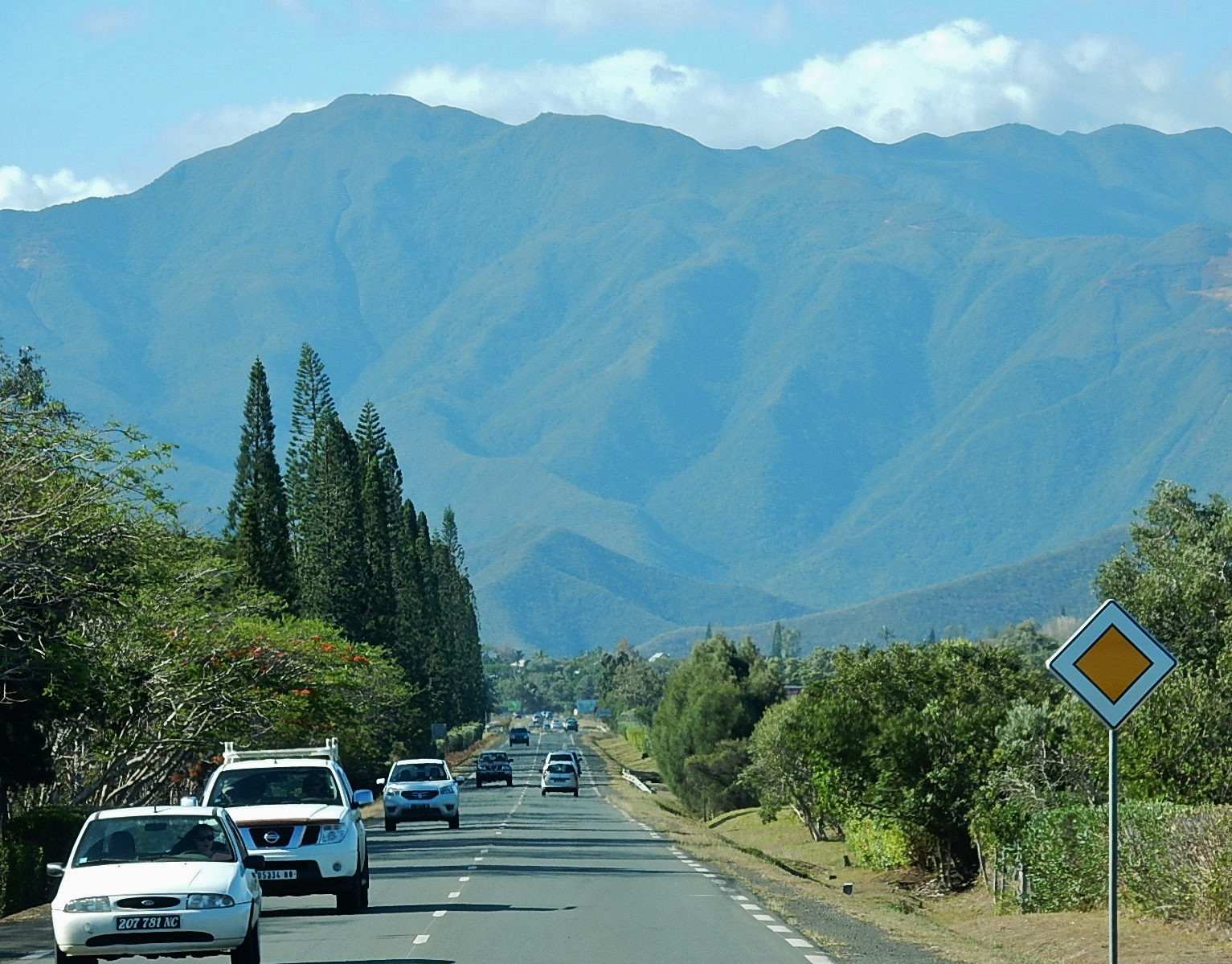
La RT1 à La Tontouta.

Deux routes sont la propriété et de compétence de la Nouvelle-Calédonie car elles la relient à des territoires de la Province Nord :
- entre Nouméa et Poya, la partie sud de la Route territoriale 1 (RT 1), la plus longue (401 km en tout, environ 200 km en Province Sud) et la plus ancienne, axe routier historique, desservant la « Brousse » et les centres villageois (auxquels elle sert de rue principale) de toutes les communes de la côte ouest situées au nord de Nouméa (Dumbéa, Païta, Boulouparis, La Foa, Moindou et Bourail en Province Sud). La vitesse y est limitée au maximum à 110 km/h, avec des portions à 90 ou 70 km/h et les passages en agglomérations à 50 km/h.
- entre Bourail et le col des Roussettes, la partie sud-ouest de la Route territoriale 3 (RT 3, 145 km au total et environ 30 km en Province Sud), la seule des six routes transversales traversant la Chaîne centrale de la Grande Terre à appartenir au réseau territorial.

Le réseau routier provincial comprend 285 km : 

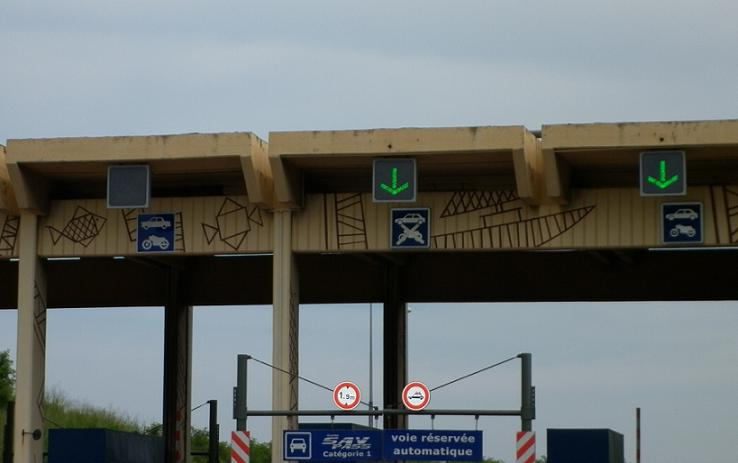
La gare de péage de la Voie express n°2

- les voies rapides à péages interurbaines du Grand Nouméa (voie de dégagement ouest comprenant la voie express n°1 - Route du Normandie ou « voie de dégagement », gratuite, et la voie express n°2 - Route du Nord dite « Savexpress » ; voie de dégagement est),
- 14 routes provinciales desservant des zones rurales (de « Brousse ») ou périurbaines : 
  - la Route provinciale 1 (RP 1), dite « Route du Sud », relie, sur environ 30 km, l'échangeur de Normandie au nord-est de Nouméa (carrefour avec la rue Jacques Iekawé qui continue au nord vers Dumbéa où elle devient ensuite la RT 1, et avec la voie express E1) à l'embouchure de la rivière des Pirogues à Plum. Il s'agit de l'axe central de la commune du Mont-Dore qu'elle parcourt sur pratiquement toute sa longueur de l'ouest vers l'est.
  - la Route provinciale 2 (RP 2), dite « Corniche du Mont-Dore » ou « Route de la Corniche », est longue d'environ 15 km. Elle se sépare de la RP 1 au rond-point de La Coulée et la rejoint à nouveau à l'entrée de Plum. Elle évite ainsi le col de Plum emprunté par la RP 1 et contourne le massif du Mont-Dore en longeant le littoral. Elle dessert les quartiers du Vallon-Dore et du Mont-Dore Sud, essentiellement composés de résidences secondaires de Nouméens.
  - la Route provinciale 3 (RP 3), dite « Route de Yaté », est la transversale la plus méridionale de la Grande Terre, longue de quelque 55 km. Elle part de la RP 1 à la sortie du quartier de La Coulée et au pied du col de Plum, et rejoint le village de Yaté par le col dit des Deux Tétons et en longeant le lac de Yaté.
  - la Route provinciale 4 (RP 4), dite « Route de Thio », est une transversale de 45 km, partant de la RT 1 à la sortie du village de Boulouparis sur la côte ouest et reliant par le col de Nassirah la RP 10 à mi-chemin entre Thio-Village et Thio-Mission sur la côte est.
  - la Route provinciale 5 (RP 5), dite « Route du Col d'Amieu », constitue la première moitié de la transversale reliant le lieu-dit Fonwhary (à la sortie du village de La Foa et au pied de celui de Farino) sur la côte ouest au col de Koh et de là aux villages de Kouaoua ou Canala sur la côte est et en Province Nord. La RP 5 s'étend sur environ 27 km de Fonwhary au col vert à la limite entre les communes de Canala et Sarraméa (et donc à la frontière entre les deux provinces). Ensuite, elle devient la RPN 5. Elle passe près des villages de Farino et Sarraméa, dont elle constitue l'unique point d'accès.
  - la Route provinciale 7 (RP 7), dite « Route de la Baie des Dames », d'environ 7 km de long, est entièrement sise dans le quartier (et presqu'île) de Ducos à Nouméa, et en constitue l'axe central en le traversant entièrement d'est en ouest, de l'échangeur de Montravel avec la Voie express E1 jusqu'aux réservoirs d'hydrocarbures de Koumourou. Elle dessert la totalité de la zone industrielle.
  - la Route provinciale 10 (RP 10), dite « Route de Petchekara », est longue de 16 km sur la côte est. Elle part de l'embranchement avec la Route de Thio, entre Thio-Mission et Thio-Village, traverse ce dernier dont elle constitue la rue principale puis s'étend jusqu'au col de Petchekara. Celui-ci se trouve à la limite entre les communes de Thio et de Canala, et donc à la frontière des Provinces Sud et Nord. Au-delà, la route devient la RPN 3. Le passage du col de Petchekara est une route à horaires.
  - la Route provinciale 11 (RP 11), dite « Route de Yahoué », se trouve dans le Grand Nouméa et est longue de quelque 4 km. Elle part de la RP 1 à la limite entre les quartiers de Normandie (extrémité nord-est de Nouméa) et du Pont-des-Français (extrémité ouest du Mont-Dore) pour desservir la banlieue résidentielle de Yahoué.
  - la Route provinciale 12 (RP 12), dite « Route d'Auteuil », relie entre elles, sur moins d'1 km, deux banlieues nord de Nouméa : celles de Yahoué (Mont-Dore) et d'Auteuil (Dumbéa).
  - la Route provinciale 14 (RP 14), dite « Route de Magenta », comprend, sur 3 km, l'essentiel de la rue Roger Gervolino (entre le rond-point de Magenta-plage jusqu'à celui Rabot, dit de la Belle Vie, elle longe notamment l'Aéroport de Magenta).
  - la Route provinciale 16 (RP 16), dite « Route de Farino », part de la Route du col d'Amieu pour desservir le village de Farino, soit une distance d'environ 3 km.
  - la Route provinciale 17 (RP 17), dite « Route de Waho », relie sur quelque 3 km la Route de Yaté à la tribu de Waho, qui constitue le chef-lieu de la commune de Yaté.
  - la Route provinciale 18 (RP 18), dite « Route de Sarraméa », part de la Route du col d'Amieu pour desservir le village de Sarraméa, soit une distance d'environ 3,5 km.
  - la Route provinciale 20 (RP 20), dite « Route de Poé », longue de 15 km, part de la RT 1 après le passage du pont de la Néra peu avant l'entrée dans le village de Bourail. Elle s'oriente vers le sud puis l'ouest, allant jusqu'à la plage de Poé en passant par le site de la Roche Percée et la tribu de Gouaro.

Mais le réseau du Sud est très majoritairement constitué de routes communales et urbaines (1 498 km, soit 66 % de l'ensemble des routes de la province), mais comporte très peu de chemins ruraux (258 km, soit à peine plus que les 233 km des Îles Loyauté).

### Santé
Les infrastructures sanitaires en Province Sud se trouvent surtout dans le Grand Nouméa, auparavant avec les différents hôpitaux historiques du Centre hospitalier territorial (CHT) de Nouvelle-Calédonie à Nouméa (Gaston-Bourret et Magenta), regroupés en 2016 au sein du Médipôle de Koutio à Dumbéa. C'est également dans le chef-lieu que se trouve le seul Centre hospitalier spécialisé (CHS) de l'archipel, Albert-Bousquet à Nouville. À ceci s'ajoutent les trois anciennes cliniques privées néo-calédoniennes, toutes à Nouméa (Magnin à la Vallée des Colons, celle de la Baie des Citrons dans le quartier du même nom et la Polyclinique de l'Anse Vata dans le quartier éponyme) et qui ont également été réunies en 2018 dans un établissement unique, la clinique Kuindo-Magnin à Nouville.
La « Brousse » est sinon desservie par 7 dispensaires (à Boulari au Mont-Dore, à Vao à l'île des Pins et dans les villages-centres de Païta, La Foa, Bourail, Thio et Yaté) pour 9 lits, et 6 Centres médico-sociaux secondaires et infirmeries (à Dumbéa et Dumbéa Nord, à Plum et l'île Ouen au Mont-Dore, et à Unia et Goro à Yaté).

### Éducation
Plus le niveau d'éducation augmente, plus les élèves néo-calédoniens sont obligés de se regrouper en Province Sud et plus particulièrement dans le Grand Nouméa.
En 2009, 25 389 élèves étaient inscrits dans le primaire en Province Sud (69,56 % du total des écoliers néo-calédoniens), dont 8 936 en maternelle, 16 276 en école élémentaire et 177 dans l'éducation spécialisée. Plus qu'ailleurs en Nouvelle-Calédonie, le public domine et distance le privé. Il y a ainsi 20 211 élèves dans le public (74,76 % de l'ensemble du public néo-calédonien, et 79,61 % du total provincial) pour 5 178 dans le privé (à peine 54,69 % du privé territorial, et 20,39 % des écoles de la province). Ils sont répartis dans 127 écoles (44,1 % des établissements primaires de l'archipel, 103 rien que dans le Grand Nouméa dont 60 à Nouméa), dont 106 publiques (53,53 % de l'ensemble du public néo-calédonien, et 83,46 % des établissements provinciaux) et 21 privées (23,33 % seulement du privé local, 16,54 % du total provincial), avec quelque 1 250 enseignants chargés de classe (1 000 dans le public, 300 dans le privé). Les établissements sont donc de taille plus importante que sur le reste de la Nouvelle-Calédonie (quelque 200 élèves par école), mais le nombre moyen d'élèves par enseignant (20 environ) est à peine plus forte que la moyenne territoriale (1 élève de plus par instituteur en moyenne).
Pour le secondaire général, on trouve : 
- 27 des 53 collèges néo-calédoniens dont 19 dans le Grand Nouméa (15 des 30 publics, parmi lesquels 7 avec SEGPA, et seulement 4 sur les 23 privés, tous catholiques, dont 2 avec SEGPA) : 10 à Nouméa (8 publics dont 4 avec SEGPA, et 2 privés dont 1 avec SEGPA), où se trouvent les plus gros établissements de l'archipel dont surtout les collèges publics de Magenta et Jean-Mariotti avec plus de 1 000 élèves et 40 classes. On trouve également dans l'agglomération le plus vieux collège du Territoire (le collège public George-Beaudoux à Nouméa, héritier du collège Lapérouse fondé sous le nom de collège de Nouméa en 1881) et le plus récent à cette date (le collège Ondémia de Païta-Nord inauguré à la rentrée 2010). Dans la « Brousse » de la Province Sud se trouvent 4 collèges publics et 4 privés catholiques, dont 2 (1 public, 1 privé à chaque fois) à La Foa, Bourail et Thio et 1 à Yaté (public) et à l'île des Pins (privé).
- 6 des 8 lycées néo-calédoniens, tous dans le Grand Nouméa (3 sur 5 publics et les 3 seuls privés de l'archipel, dont 2 catholiques et 1 protestant) : 4 à Nouméa avec 2 publics (le lycée Lapérouse dans le quartier de la Pointe de l'Artillerie qui est lui aussi, comme le collège Baudoux, l'héritier de l'ancien collège Lapérouse et qui reste le plus important du Territoire avec près de 1 500 élèves et 59 classes, et le lycée Jules-Garnier à Nouville) et 2 privés (le catholique lycée Blaise-Pascal à l'Anse Vata, plus important lycée privé du Territoire avec quelque 1000 élèves dans 35 classes, et le protestant Do Kamo à la Vallée des Colons). À la limite entre les communes de Nouméa et Dumbéa, le lycée du Grand Nouméa a ouvert à la rentrée 2000 et est aujourd'hui le deuxième lycée néo-calédonien, ou le premier, plus ou moins à égalité avec Lapérouse (lui aussi environ 1 500 élèves et 58 classes). Le lycée catholique Apollinaire-Anova est situé à Païta.
- 9 des 14 lycées professionnels (3 des 5 publics et 6 des 9 privés), dont 7 dans le Grand Nouméa (3 publics et 4 privés, pour 3 catholiques et 1 protestant). 4 sont à Nouméa même : 3 publics (le lycée commercial et hôtelier Auguste-Escoffier à la Pointe de l'Artillerie, en face du lycée Lapérouse, le LP Pétro-Attiti à Rivière-Salée et le lycée industriel Jules-Garnier associé au lycée du même nom à Nouville) et un privé protestant (le LP Do Kamo associé au lycée du même nom à la Vallée des Colons). Les trois autres lycées privés, tous catholiques, sont le LP Saint-Pierre-Chanel à La Conception au Mont-Dore et les LP Marcellin-Champagnat et Jean-XXIII à Païta. S'y ajoutent 2 lycées professionnels privés catholiques en « Brousse », à Bourail : Père Guéneau et François d'Assise. 2 des 8 antennes de lycée professionnel (ALP) publiques de Nouvelle-Calédonie sont dans la Province : celle de la Vallée du Tir à Nouméa rattachée au collège de Kaméré, et celle du collège de La Foa.
- l'enseignement supérieur est concentré en totalité en Province Sud, et plus précisément à Nouméa ou sa banlieue avec 3 750 étudiants à la rentrée 2009, dont 62 % (environ 2 800 inscriptions) à l'université de la Nouvelle-Calédonie (réunie depuis la rentrée 2012 à Nouville), 20 % en classes supérieures des lycées (BTS, CPGE des lycées Jules-Garnier et du Grand Nouméa), 5 % à l'IFM-NC, 4 % en BTS en alternance dispensés par la CCI, 3 % à l'IUFM, 3 % à l'IFPSS-NC, 2 % à l'EGC et 1 % à l'ENEP.

### Culture
La Province Sud rassemble en 2006 8 des 12 centres-culturels du Territoire (5 dans le Grand Nouméa, dont surtout le Centre culturel Tjibaou de Nouméa), 7 sur les 8 musées de l'archipel (4 rien qu'à Nouméa), les 3 seuls cinémas et 13 médiathèques/bibliothèques sur 25.

## Institution et politique
5e mandat
2019 - 2024

### Subdivision administrative Sud
La Province Sud constitue également l'une des trois subdivisions administratives de l'archipel, placée sous l'autorité d'un « commissaire délégué de la République » ayant rang de sous-préfet, nommé par arrêté du ministre responsable de l'outre-mer et chargé d'y représenter l'État par délégation du Haut-commissaire de la République en Nouvelle-Calédonie (qui siège à Nouméa). Les services de la subdivision administrative et donc du commissaire délégué se trouvent à La Foa tout en ayant une antenne à Nouméa. Depuis octobre 2021, le commissaire délégué est Grégory Lecru.

### Assemblée provinciale

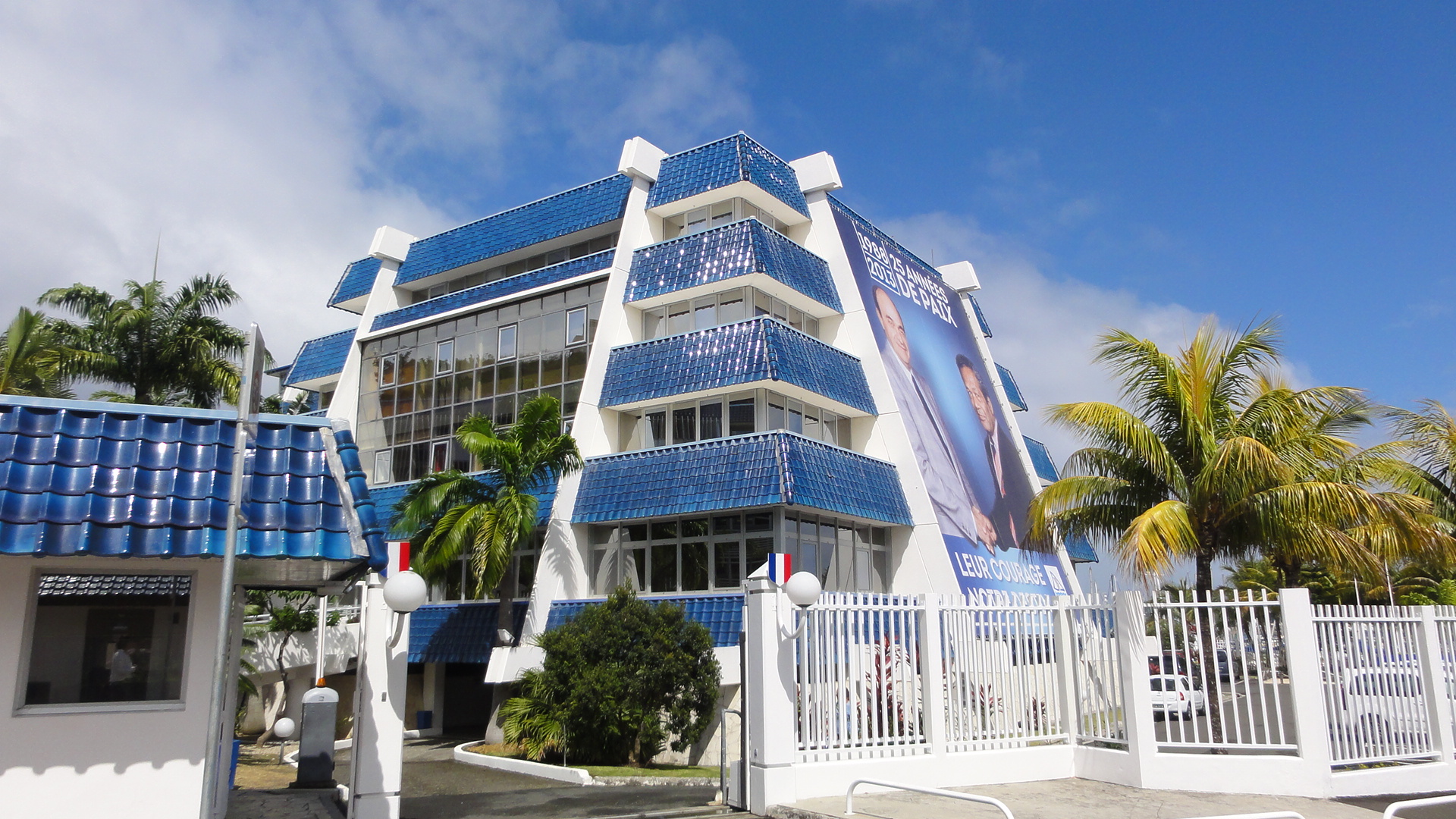
La « Maison bleue » à Nouméa, commémorant le des accords de Matignon en 2013

La Province Sud est gérée par une « Assemblée de Province » qui siège à Nouméa, en bordure du port Moselle. Initialement composée de 32 membres de 1989 à 1999, elle comporte aujourd'hui 40 élus, dont 32 siègent également au Congrès de la Nouvelle-Calédonie. Elle est élue pour un mandat de 5 ans au suffrage universel direct et au Scrutin proportionnel plurinominal à 1 tour. Elle élit ensuite en son sein un président (qui doit être élu, lors des 2 premiers tours de scrutin, à la majorité absolue, puis à la majorité simple au 3e tour) et trois vice-présidents.
La Province Sud est très majoritairement anti-indépendantiste et dominée par la droite locale. Fief du Rassemblement pour la Calédonie dans la République (RPCR) et de Jacques Lafleur à partir de sa création en 1989, la Province Sud a toutefois connu un véritable séisme politique aux élections du 9 mai 2004 lorsque la liste L'Avenir ensemble, composée d'opposants anti-indépendantistes à la politique de Lafleur, est arrivée en tête avec 33,89 % des suffrages (contre 31,19 % à la liste Rassemblement-UMP de Jacques Lafleur). L'autre surprise de ce scrutin a été qu'aucune liste indépendantiste n'a obtenu d'élu à l'assemblée de province. Par la suite, chaque scrutin a donné lieu à une alternance. 
Ainsi, cinq ans plus tard, aux élections provinciales du 10 mai 2009, le Rassemblement-UMP, désormais dirigé par Pierre Frogier, redevient le premier parti de la Province mais avec seulement 15 sièges sur 40, tandis que quatre autres partis anti-indépendantistes sont représentés (Calédonie ensemble du président sortant Philippe Gomès avec 11 élus, L'Avenir ensemble de Harold Martin allié au Mouvement de la diversité, LMD, du sénateur Simon Loueckhote avec 8 conseillers et le Rassemblement pour la Calédonie, RPC, de Jacques Lafleur avec 2 sièges). Ce scrutin marque également le retour du Front de libération nationale kanak et socialiste (FLNKS) à l'assemblée provinciale, avec 4 élus emmenés par Rock Wamytan (membre de l'Union calédonienne ou UC). 
Après une certaine recomposition de l'échiquier politique durant ce mandat, lors des élections provinciales suivantes du 11 mai 2014, Calédonie ensemble de Philippe Gomès reprend la tête de l'assemblée provinciale avec 16 sièges sur 40 et 36,47 % des suffrages exprimés, contre 9 élus et 19,88 % à la liste du Front pour l'unité (FPU, coalition formée en 2013 par le Rassemblement, l'Avenir ensemble, le LMD, le dissident de L'Avenir ensemble et représentant local du Mouvement démocrate ou MoDem Didier Leroux et la dissidente du RPC Nathalie Brizard) de Cynthia Ligeard (vice-présidente du Rassemblement et alors présidente sortante de l'assemblée provinciale) et 8 conseillers pour 18,35 % à celle de l'Union pour la Calédonie dans la France (UCF, coalition également créée en 2013 par le Mouvement populaire calédonien ou MPC de l'ancien député Gaël Yanno, né la même année d'une dissidence du Rassemblement, le RPC d'Isabelle Lafleur et le Mouvement républicain calédonien dit MRC du conseiller municipal de Nouméa et lui aussi ancien du Rassemblement Philippe Blaise) menée par Sonia Backès (secrétaire générale du MPC et alors porte-parole du gouvernement de la Nouvelle-Calédonie sortant). Les indépendantistes de leur côté se sont rassemblés dans une liste unique dirigée par Rock Wamytan (FLNKS-UC, alors président sortant du Congrès de la Nouvelle-Calédonie) pour la première fois depuis 1989, permettant d'optimiser leur score qui s'établit à 18,13 % des suffrages exprimés et d'augmenter leur représentation à 7 élus.
Pour les élections provinciales du 12 mai 2019, deux listes non-indépendantistes principales s'affrontent. La coalition L'Avenir en confiance de Sonia Backès - qui fédère Les Républicains calédoniens (parti créé par Sonia Backès en 2017 en unissant lui-même l'ancien RPC, le LMD, le MRC et des dissidents du Rassemblement, du MPC et de Calédonie ensemble), Le Rassemblement-LR dorénavant présidé par Thierry Santa et le MPC à présent dirigé par Gil Brial - l'emporte alors largement, obtenant le résultat électoral le plus élevé dans cette province depuis 1999 avec 40,6 % des voix et s'approchant de la majorité absolue avec 20 sièges sur 40. En revanche, Calédonie ensemble de Philippe Gomès retombe à 18,5 % pour 9 élus. La liste d'unité du FLNKS, encore une fois emmenée par Rock Wamytan, se maintient malgré la présence de deux autres listes indépendantistes avec 15,9 % des suffrages exprimés et toujours 7 conseillers. Dernière liste à passer la barre des 5 % des inscrits nécessaire pour avoir des élus, le nouveau mouvement « L'Éveil océanien » de Milakulo Tukumuli devient la première formation communautaire des Wallisiens et Futuniens à rentrer dans l'assemblée provinciale depuis 1995, avec 8,6 % et 4 représentants.  
Mandat actuel (2019 - 2024)
- Présidente : Sonia Backès (L'Avenir en confiance puis Les Loyalistes-Les Républicains calédoniens)
- 1re vice-président : Philippe Blaise (L'Avenir en confiance puis Les Loyalistes-Les Républicains calédoniens-MRC)
- 2e vice-président : Gil Brial (L'Avenir en confiance puis Les Loyalistes-MPC)
- 3e vice-président :

1. 17 mai 2019 - 6 juillet 2019 : Yoann Lecourieux (L'Avenir en confiance-Le Rassemblement-LR)
2. depuis le 18 juillet 2019 : Milakulo Tukumuli (L'Éveil océanien)

- membres par formation politique :
  - anti-indépendantistes : 33 élus :
    - L'Avenir en confiance (cheffe de groupe : Naia Wateou) : 20 élus jusqu'en juin 2022 puis 14 élus (après le départ du Le Rassemblement-LR et du RN pour le groupe « Agissons pour le Sud ») jusqu'en janvier 2025 et finalement 13 élus (après le retour dans l'assemblée de Yoann Lecourieux, jusque là membre du gouvernement), tous membres de la coalition Les Loyalistes à partir de 2020, dont :
      - Les Républicains calédoniens : 10 jusqu'en septembre 2021 puis 9 jusqu'en avril 2022 puis 10 élus (Sonia Backès, Françoise Suvé, Philippe Blaise, Naia Wateou, Brieuc Frogier, Muriel Malfar-Pauga, Alésio Saliga, Lionnel Brinon, Jean-Gabriel Favreau, Christiane Saridjan-Verger en remplacement d'Isabelle Champmoreau à partir du 6 juillet 2019).
      - Mouvement populaire calédonien-LR : 3 jusqu'au 6 juillet 2019 puis 4 jusqu'au 16 janvier 2025 puis 3 élus (Gil Brial, Marie-Jo Barbier, Léa Tripodi en remplacement de Thierry Santa à partir du 6 juillet 2019, Julien Tran Ap en remplacement de Yoann Lecourieux du 6 juillet 2019 au 16 janvier 2025).

    - Calédonie ensemble (chef de groupe : Philippe Michel) : 9 puis 7 élus à partir du 21 mai 2019 (Philippe Gomès, Annie Qaézé, Magali Manuohalalo, Philippe Dunoyer, Emmanuelle Khac, Philippe Michel, Jean Ignace Käys).
    - « Agissons pour le Sud » (cheffe de groupe : Nadine Jalabert) : 6 élus à la suite de la création de ce groupe le 27 juin 2022 et jusqu'au 14 décembre 2023 (dissidence d'Aniseta Tufele) puis 5 élus, tous étaient auparavant membres du groupe L'Avenir en confiance depuis 2019, dont :
      - Le Rassemblement-LR : 7 élus jusqu'au 6 juillet 2019 puis 6 élus jusqu'en avril 2022 puis 5 élus jusqu'en décembre 2023 puis 4 élus (Virginie Ruffenach, Laura Vendégou, Nadine Jalabert, Lionel Paagalua en remplacement de Christopher Gygès à partir du 6 juillet 2019).
      - RN : 1 élu à partir de septembre 2021, auparavant militant des Républicains calédoniens (Guy-Olivier Cuénot).

    - L'Éveil océanien (chef de groupe : Veylma Falaeo) : 4 élus (Milakulo Tukumuli, Veylma Falaeo, Vaimu'a Muliava jusqu'au 6 juillet 2019 et à partir du 28 août 2024, Petelo Sao en remplacement de Vaimu'a Muliava du 6 juillet 2019 au 28 août 2024).
    - Générations NC (cheffe de groupe : Nina Julié) : 2 élus dissidents de Calédonie ensemble à partir du 21 mai 2019, membres de la coalition Les Loyalistes à partir de 2020 (Nicolas Metzdorf, Nina Julié).
    - Non-inscrits : 1 élue à partir de juin 2023 (dissidence de Maria-Isabella Saliga-Lutovika de L'Éveil océanien) puis 2 élues à partir de décembre 2023 (dissidence d'Aniseta Tufele d'« Agissons pour le Sud »-Le Rassemblement) puis 3 élus depuis le 16 janvier 2025 (retour dans l'Assemblée de Yoann Lecourieux, jusque là membre du gouvernement et autre dissident d'« Agissons pour le Sud »-Le Rassemblement).

  - indépendantistes de la liste FLNKS Sud (chef de groupe : Aloïsio Sako) : 7 élus dont :
    - FLNKS-UC : 2 élus jusqu'au 16 juillet 2021 puis 3 élus jusqu'au 16 janvier 2025 puis 2 élus (Rock Wamytan, Marie-Line Sakilia, Amandine Darras en remplacement de Louis Mapou du 16 juillet 2021 au 16 janvier 2025).
    - FLNKS-Palika : 3 élus jusqu'au 16 juillet 2021 puis 2 élus jusqu'au 16 janvier 2025 puis 3 élus (Ithupane Tieoué, Louis Mapou jusqu'au 16 juillet 2021 et depuis le 16 janvier 2025, Inès Kouathé).
    - FLNKS-RDO : 1 élu (Aloïsio Sako).
    - Dynamik unitaire Sud : 1 élu (Sylvain Pabouty).

Quatrième mandat (2014 - 2019)
- Président : Philippe Michel (Calédonie ensemble)
- 1re vice-présidente : Martine Lagneau (Calédonie ensemble)
- 2e vice-président : Gil Brial (UCF-MPC)
- 3e vice-président : Dominique Molé (Calédonie ensemble)
- membres par formation politique :
  - anti-indépendantistes : 33 élus :
    - Calédonie ensemble (chef de groupe : Frédéric de Greslan jusqu'en novembre 2015, puis Jean-Baptiste Marchand) : 16 élus jusqu'en juillet 2015, puis 17 élus jusqu'en décembre 2017, puis 16 élus jusqu'en avril 2019 et enfin 17 élus.
    - L'Avenir en confiance (alliance formée en février 2019) : 16 élus jusqu'en avril 2019 puis 15 élus :
      - Les Républicains calédoniens (groupe créé en juillet 2017 par des dissidents des groupes Républicains et UCF, devenu un parti politique en décembre 2017, chef de groupe : Grégoire Bernut, ex-Rassemblement) : 8 élus dont à l'origine :
        - Rassemblement dissidents (groupes FPU puis Les Républicains avant juillet 2017) : 2 élus.
        - Avenir ensemble (groupes FPU puis Les Républicains avant juillet 2017): 2 élus.
        - UCF-MPC dissidentes (groupes UCF puis Les Républicains avant juillet 2017) : 2 élues jusqu'en décembre 2017 puis 1 élue (Sonia Backès).
        - RPC (groupes UCF puis Les Républicains avant juillet 2017) : 1 élue (Isabelle Lafleur).
        - MRC (groupe UCF avant juillet 2017) : 1 élu (Philippe Blaise).
        - Calédonie ensemble dissident (groupe UCF avant décembre 2017) : 1 élu (Silipeleto Muliakaaka).

      - FPU puis Les Républicains puis Rassemblement-Les Républicains (chef de groupe : Yoann Lecourieux, Rassemblement jusqu'en juillet 2017, puis Eugène Ukeiwé) : 9 élus jusqu'en juillet 2015, puis 12 élus jusqu'en avril 2016, puis 13 élus jusqu'en juillet 2017, puis 6 élus jusqu'en avril 2019 et enfin 5 élus dont :
        - Rassemblement : 6 élus jusqu'en avril 2016 puis 7 élus (ralliement d'un élu de l'UCF-MPC) jusqu'en juillet 2017 puis 5 élus (dissidence de deux élus pour les Républicains calédoniens) jusqu'en avril 2019 et enfin 4 élus (dissidence d'un élu pour Calédonie ensemble).
        - ex-LMD : 1 élue (Pascale Doniguian).

      - UCF (chef de groupe : Nicole Robineau, RPC, jusqu'en juillet 2015, puis Gaël Yanno, MPC, jusqu'en juillet 2018, et finalement Gil Brial) : 8 élus jusqu'en juillet 2015, puis 4 élus (départs d'une conseillère du RPC et de deux dissidentes du MPC pour le groupe Les Républicains ainsi que dissidence d'une élue RPC pour Calédonie ensemble) jusqu'en avril 2016, puis 3 élus (ralliement d'un élu du MPC au Rassemblement-Les Républicains) jusqu'en juillet 2017, puis 2 élus (départ de l'unique élu du MRC pour Les Républicains calédoniens) jusqu'en décembre 2017, puis 3 élus (retour dans l'assemblée d'une élue du MPC jusque là membre du gouvernement) comprenant 2 ayant rejoint L'Avenir en confiance et 1 mis en minorité (Gaël Yanno) dont : 
        - MPC : 5 élus jusqu'en juillet 2015, puis 3 élus jusqu'en avril 2016, puis 2 élus jusqu'en décembre 2017, puis 3 élus jusqu'en juillet 2018, puis 2 élus.

    - MPC dissident : 1 élu depuis juillet 2018 (Gaël Yanno).

  - Front indépendantiste et progressiste (FIP, chef de groupe : Aloïsio Sako, RDO) : 7 élus jusqu'en juillet 2018 puis 6 élus dont :
    - FLNKS : 5 élus dont : 
      - UC : 2 élus.
      - Palika : 2 élus.
      - RDO : 1 élu (Aloïsio Sako).

    - Dynamik unitaire Sud (DUS) : 1 élu (Sylvain Pabouty).

  - Indépendantiste sans étiquette (groupe FIP avant juillet 2018) : 1 élue :
    - Parti travailliste : 1 élue (Marie-Pierre Goyetche).

Troisième mandat (2009 - 2014)
- Président :

1. 15 mai 2009 - 20 septembre 2012 : Pierre Frogier (Rassemblement-UMP, député de la 2e circonscription depuis 1996, ancien maire du Mont-Dore de 1988 à 2001 et ancien président du Gouvernement de 2001 à 2004)
2. 20 septembre 2012 - 11 mai 2014 : Cynthia Ligeard (Rassemblement-UMP)

- 1er vice-président :

1. 15 mai 2009 - 9 novembre 2011 : Éric Gay (Rassemblement-UMP, maire du Mont-Dore depuis 2003)
2. 9 novembre 2011 - 11 mai 2014 : Alain Lazare (Rassemblement-UMP, maire de Boulouparis depuis 1995)

- 2e vice-président :

1. 15 mai 2009 - 9 novembre 2011 : Philippe Michel (Calédonie ensemble)
2. 9 novembre 2011 - 11 mai 2014 : Pascal Vittori (Avenir ensemble, conseiller municipal de Boulouparis depuis 2008)

- 3e vice-président :

1. 15 mai 2009 - 9 novembre 2011 : Sonia Lagarde (Calédonie ensemble, chef de l'opposition municipale à Nouméa depuis 2001)
2. 9 novembre 2011 - 20 septembre 2012 : Cynthia Ligeard (Rassemblement-UMP)
3. 20 septembre 2012 - 11 mai 2014 : Gil Brial (Rassemblement-UMP puis MPC)

- membres par formation politique :
  - anti-indépendantistes : 36 élus :
    - Rassemblement-UMP (chef de groupe : -) : 15 élus puis 13 à partir du 28 mars 2013 puis 12 à partir du 5 août 2013.
    - Calédonie ensemble (chef de groupe : Monique Millet) : 11 élus puis 12 à partir du 27 août 2012 (ralliement d'une ex-Avenir ensemble ex-UDC) puis 14 à partir du 5 août 2013 (ralliement d'un non-inscrit ex-RPC et d'un dissident du Rassemblement-UMP) puis 13 à partir du 21 novembre 2013.
    - Avenir ensemble-LMD (chef de groupe : Pascal Vittori) : 8 élus après l'élection et 7 à partir du 18 mars 2011 dont :
      - Avenir ensemble : 6 élus après l'élection, 7 après le 5 juin 2009, 6 à partir du 29 octobre 2009, 5 à partir du 3 mars 2011 et 4 à partir du 18 mars 2011.
      - LMD : 2 élus après l'élection, 1 après le 5 juin 2009 (Pascale Doniguian-Panchou), de nouveau 2 après le 3 mars 2011 (Simon Loueckhote et Pascale Doniguian-Panchou).
      - MoDem : 1 élu démissionnaire de l'Avenir ensemble le 29 octobre 2009 (Didier Leroux).

    - RPC : 2 élus après l'élection, 1 à partir du 1er octobre 2010 (Jean-Luc Régent), 0 à partir du 18 juin 2012.
    - UDC : 2 élues d'avril 2011 à août 2012 (1 élue ex-RPC exclue le 1er octobre 2010, Nathalie Brizard et 1 élue démissionnaire de l'Avenir ensemble le 18 mars 2011, Corine David) puis 1 à partir du 27 août 2012 (Nathalie Brizard).
    - MPC : 2 élus à partir du 28 mars 2013 (2 élus ex-Rassemblement-UMP).
    - Non inscrit : 1 élu ex-RPC du 18 juin 2012 au 5 août 2013 (Jean-Luc Régent) puis 1 élu ex-Le Rassemblement-UMP et ex-Calédonie ensemble à partir du 21 novembre 2013 (Silipeleto Muliaakaka).

  - FLNKS (Chef de groupe : Sylvain Pabouty) : 4 élus dont :
    - UC : 1 élu (Rock Wamytan).
    - RDO : 1 élue (Ilaïsaane Lauouvéa).
    - Palika (puis Dynamik unitaire Sud à partir de novembre 2011) : 1 élu (Sylvain Pabouty).
    - UPM : 1 élue (Odette Moindou).

Deuxième mandat (2004 - 2009)
- Président : Philippe Gomès (Avenir ensemble de 2004 à 2008 puis Calédonie ensemble depuis 2008, ancien maire de La Foa de 1989 à 2008).
- 1re vice-présidente : Sonia Lagarde (Avenir ensemble de 2004 à 2008 puis Calédonie ensemble depuis 2008, chef de l'opposition municipale à Nouméa depuis 2001)
- 2e vice-président : Philippe Michel (Avenir ensemble de 2004 à 2008 puis Calédonie ensemble depuis 2008)
- 3e vice-présidente : Christiane Gambey (Avenir ensemble de 2004 à 2008 puis « Union pour le destin commun » depuis 2008).
- Membres par formation politique : 
  - Avenir ensemble : 19 élus en 2004, 20 à partir de 2007, puis s'est séparé en deux en 2008 : 
    - Calédonie ensemble : 16 élus.
    - Avenir ensemble : 3 élus.
    - « Union pour le destin commun » (UDC, Christiane Gambey) : 1 élue.

  - Rassemblement-UMP : 16 élus en 2004 mais, à la suite de plusieurs défections, il n'en compte plus que 13 à la fin du mandat.
  - Front national : 5 élus en 2004, s'est divisé en 2008 en 2 groupes :
    - FN : 3 élus.
    - Mouvement calédonien français : 2 élus.

  - Rassemblement pour la Calédonie (RPC, dissidente du Rassemblement-UMP depuis 2006) : 1 élue.
  - non inscrit (dissident du Rassemblement-UMP depuis 2007) : 1 élu.

Premier mandat (1999-2004)
- Président : Jacques Lafleur (RPCR)
- 1er vice-président : Pierre Frogier (RPCR, 1999-2001) puis Pierre Bretegnier (RPCR, 2001-2004)
- 2e vice-président : Pierre Bretegnier (RPCR, 1999-2001) puis Marianne Devaux (RPCR, 2001-2004)
- 3e vice-président : Marianne Devaux (RPCR, 1999-2001) puis Jean-Claude Briault (RPCR, 2001-2004)
- membres par formation politique : 
  - RPCR (anti-indépendantiste) : 25 élus
  - FLNKS (indépendantiste) : 6 élus
  - Front national (anti-indépendantiste) : 5 élus
  - Alliance (anti-indépendantistes opposés au RPCR) : 4 élus

Historique des présidents de l'Assemblée de la Province Sud
| Identité | Identité | Identité        | Étiquette                               | Début | Fin  | Commune            | Poste - Mandat                                                      |
| -------- | -------- | --------------- | --------------------------------------- | ----- | ---- | ------------------ | ------------------------------------------------------------------- |
|          |          | Jacques Lafleur | RPCR                                    | 1989  | 2004 | Nouméa             | Député de la 1re circonscription                                    |
|          |          | Philippe Gomès  | Avenir ensemble puis Calédonie ensemble | 2004  | 2009 | La Foa             | Maire de La Foa                                                     |
|          |          | Pierre Frogier  | Rassemblement-UMP                       | 2009  | 2012 | Le Mont-Dore       | Député de la 2e circonscription puis sénateur                       |
|          |          | Cynthia Ligeard | Rassemblement-UMP                       | 2012  | 2014 | Nouméa-Boulouparis |                                                                     |
|          |          | Philippe Michel | Calédonie ensemble                      | 2014  | 2019 | Nouméa             |                                                                     |
|          |          | Sonia Backès    | L'Avenir en confiance-LRC               | 2019  | -    | Nouméa             | Conseillère municipale de Nouméa Secrétaire d'État à la Citoyenneté |

Certains services administratifs et ceux du commissaire délégué de la République (délégué du Haut-commissaire de la République pour la Province Sud) sont basés à La Foa. Ce dernier a pratiquement les mêmes pouvoirs qu'un sous-préfet.

## Tribus de la Province Sud
- Boulouparis, aire coutumière Xaracuu sud
  - District Païta : Ouinané-Nétéa, Ouitchambo
  - Tribus indépendantes : Kouergoa, Nassirah Ya

- Bourail, aire coutumière Ajië-Aro sud
  - District Ny : Azareu, Bouirou, Gouaro, Ny, Oua-Oué, Pothe

- Île des Pins, aire coutumière Djubéa-Kaponé
  - District Île des Pins : Comagna, Gadji, Kere, Ooatchia, Touêté, Vao, Wapan, Youati

- La Foa, aire coutumière Xaracuu sud
  - District Coindé : Coindé, Oui-Poin
  - District Oua-Tom : Kouma-Pocquereux, Oua-Tom

- Moindou, aire Xaracuu sud
  - Tribus indépendantes : Moméa, Table-Unio

- Mont-Dore, aire Djubéa-Kaponé
  - District île Ouen : Ouara
  - District Pont des Français : Conception, St-Louis

- Païta, aire Djubéa-Kaponé
  - District Païta : Bangou, Col de la Pirogue-St Laurent, Naniouni, N'de

- Sarraméa, aire Xaracuu sud
  - District Couli : Grand Couli, Petit Couli, Sarraméa

- Thio, aire Xaracuu sud
  - District Borendy : Grand Borendy, Petit Borendy, Port Bouquet, St Jean Baptiste, St Joseph
  - District Thio : Kouaré, Ouindo, Ouroué, St Michel, St Paul, St Philippo I, St Philippo II, St Pierre

- Yaté, aire Djubéa-Kaponé
  - District Goro : Goro
  - District Touaourou : Touaourou
  - District Unia : Unia
  - Tribu indépendante : Waho

## Patrimoine
Liste des monuments historiques de la province Sud